# Palais des papes de Sorgues
Vous lisez un « article de qualité » labellisé en 2013.
Pour les articles homonymes, voir Palais des papes.
Le palais des papes de Sorgues est la première résidence pontificale construite par la papauté d'Avignon au XIVe siècle.  Il fut voulu par Jean XXII et sa construction précède de 18 ans celle du palais des papes d'Avignon. Cette demeure somptueuse a servi de modèle pour l'édification des livrées cardinalices avignonnaises. Il n'en reste aujourd'hui que des vestiges, le palais ayant été démantelé au cours de la Révolution française par les entrepreneurs en bâtiment auxquels la commune de Sorgues l'avait vendu.
Ce site est encore méconnu, y compris par les historiens, puisqu'il reste d'une part à comparer les archives de Rome et d'Avignon, qui seules peuvent permettre d'affiner les connaissances actuelles sur le bâtiment, ses occupants, ses visiteurs, ses restaurations et sa destruction, d'autre part à engager des fouilles archéologiques, les ruines actuelles (palais, verger, annexes et environnement médiéval) étant toujours enfouies sous deux à trois mètres de limon.

## Localisation
Le site est situé sur la rive gauche de l'Ouvèze (anciennement appelée Sorgue), tout près de son confluent avec le Rhône. La rivière était alors enjambée par un pont fortifié qui faisait communiquer le Sud et le Nord du Comtat Venaissin, selon le tracé de la vieille voie romaine qui remontait vers Orange.
Il est environné d'une large plaine bordée à l'est par deux collines : la Montagne (113 m) et la Sève (90 m).

## Historiographie

### Archives iconographiques

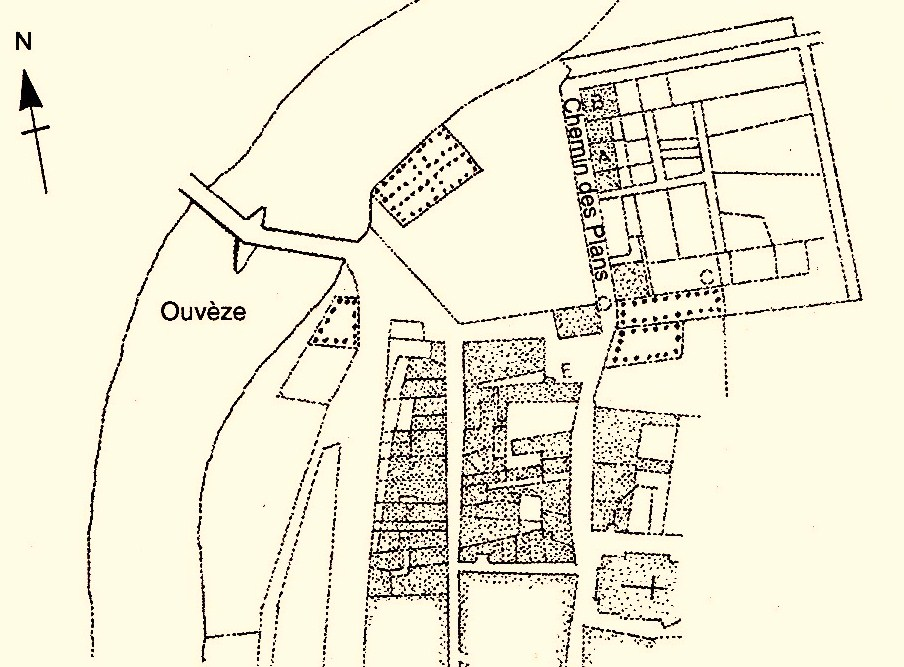
Emplacement du palais des papes de Sorgues, relevé cadastral fait par Digoine, en 1858.

Réduit à l'état de ruines, ce palais en grande partie disparu a pu être reconstitué à partir de dessins du XVIIIe siècle et d'une gravure du début du XIXe siècle ainsi qu'aux mentions retrouvées dans les comptes de la Révérende Chambre Apostolique d'Avignon.
Les trois dessins à la plume et au lavis font partie de l'Album de Laincel et se trouvent au musée Calvet. Ni signés, ni datés, ils ont été réalisés entre la fin du XVIIe siècle et le tout début du XIXe siècle. Leur intérêt premier est de prouver que, contrairement aux assertions longtemps colportées, le palais a résisté à l'assaut de 1562. Il apparaît tel que décrit dans les premiers documents pontificaux et ceux ayant trait à sa vente comme bien national à la fin de la Révolution française.
Sa destruction était bien engagée dès 1805, puisqu'il ne restait alors que deux tours d'angle. La gravure de Jean-Jérôme Baugean, qui se trouve à la Bibliothèque nationale, le montre tel qu'il était en 1817. Le palais n'avait plus qu'une tour debout. C'est celle du Nord Ouest qui fut abattue peu après.
Un dernier relevé intéresse le palais de Sorgues, c'est une carte cadastrale dressée en 1858 qui montre son périmètre et les quelques bâtiments subsistants.

### Approche des historiens
Anthony Luttrell et Thomas Blagg, formés à Oxford, sont tous deux universitaires et archéologues. Ils ont réalisé, en 1997, les analyses et synthèses les plus complètes du palais des papes de Sorgues. Dans leur étude, ils ont souligné qu'il n'existe pas d'histoire satisfaisante du Pont-de-Sorgues médiéval, car ses archives sont en grande partie perdues.
Jusqu'au milieu du XIXe siècle, il était courant d'affirmer que ce palais avait été construit par Urbain V. L'ouverture, en 1881, des archives secrètes du Vatican a permis d'avoir des sources écrites fiables. Les deux premiers historiens qui publièrent sur le palais furent Eugène Müntz, qui édita en 1884 Le palais pontifical de Sorgues (1319-1395), et Maurice Faucon qui, la même année, publia en deux parties Les Arts à la cour d'Avignon sous Clément V et Jean XXII.
Mais bizarrement, ils ont considéré tous deux qu'il ne restait plus aucune trace du palais, alors que quelques vestiges restaient visibles et cette erreur a été reproduite dans de nombreuses publications ultérieures.
Les lacunes des deux historiens, à qui il manquait des sources, ont pu être, en partie, comblées grâce à K. Schäfer qui a étudié les registres Introitus et existus, livres de comptabilité du Vatican. Ces comptes ont été publiés en 1910, 1914 et 1934.
Mais il reste à comparer les archives de Rome et d'Avignon. Il est à noter que si les minutes de la vente de 1799 ont été étudiées dans les archives départementales de Vaucluse, celles contenues dans les archives secrètes du Vatican, section Legazione di Avignone, ne le sont toujours pas. Toute étude comparative à venir permettra pour le palais des papes de Sorgues de mieux connaître les visites pontificales, les hôtes d'importance, les occupants du lieu, les conditions d'entretien, de gestion et de défense du palais.

## Origine, implantation et construction

### Raisons structurelles

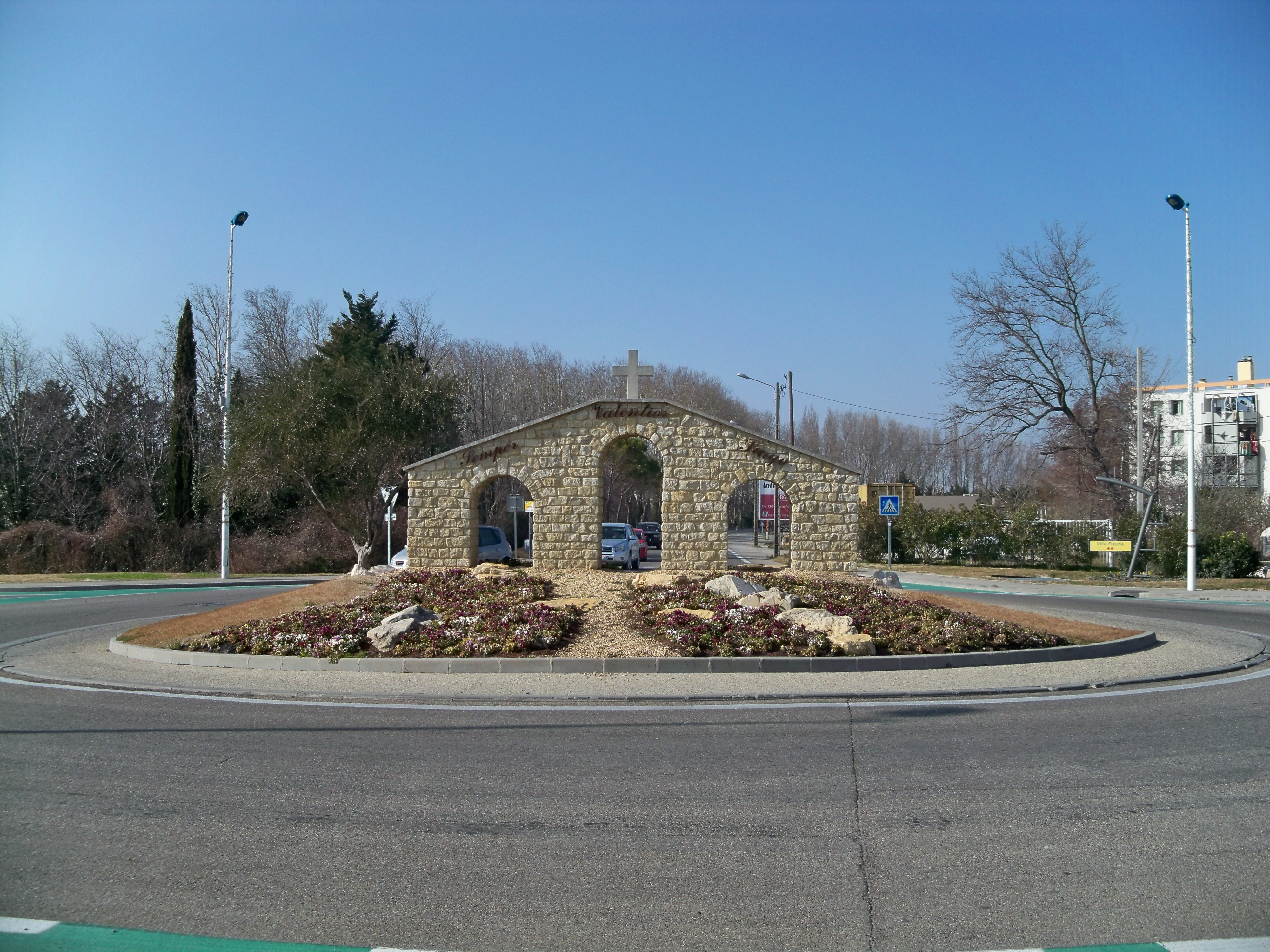
À l'entrée de Sorgues, copie du Pons Sorgie.

Ce site contrôle une importante voie de communication Nord/Sud. Les fouilles ont montré qu'il fut occupé dès la préhistoire à l'époque d'Hallstatt, au premier Âge du Fer. Une tribu ligure était installée au Mourre de Sève entre les VIe et IIe siècles avant notre ère et commerçait avec les Phocéens de Massalia comme l'ont prouvé des amphores massaliotes à pâte micacée, une coupe attique et des pièces de céramiques décorées. La cause de l'abandon de ce site fut la bataille de Vindalium, qui en 122 av. J.-C. opposa le consul Domitius Ahenobarbus, et ses légions, aux Arvernes de Bituit et aux Allobroges de Teutomalius. Les Celtes furent vaincus et la petite cité de Vindalion détruite.
La colonisation romaine donna une autre ampleur à cette voie de communication avec la Via Agrippa. Sur celle-ci, entre Avignon et Orange, l'itinéraire d'Antonin note un relais désigné sous le vocable de Cypresseta, qui vient de Cypris : « la Chypriote », surnom d'Aphrodite, port ionien qui se trouvait au lieu-dit « La Traille » , au confluent du Rhône et de l'Ouvèze,.
Dans la seconde moitié du XIe siècle, un pont de pierre fut construit en remplacement d'un vétuste pont de bois. Désormais la cité, dès 1063, prit le nom de Pons Sorgie, Pons-de-Sorgo en provençal et Pont-de-Sorgues en français.
Le comte de Toulouse, suzerain du comté de Provence, fit ériger un castrum pour défendre ce passage. Lors de la transaction de 1125, entre Alphonse Jourdain, comte de Toulouse et de Provence, et Raimond Bérenger Ier, fils du comte de Barcelone et comte de Forcalquier, pour le partage de la Provence, le castrum fut laissé dans l'indivision. Entourée par ses remparts du XIIe siècle, la ville était à environ 150 mètres au sud du pont et du château comtal.

### Raisons conjoncturelles
À Pont-de-Sorgues, qui appartenait au Comtat Venaissin, propriété pontificale depuis 1274, le pape était chez lui. Or, il y avait nécessité pour Jean XXII, premier pape en Avignon, de frapper monnaie au nom de la papauté, ce qui était impossible à Avignon, fief du comté de Provence.

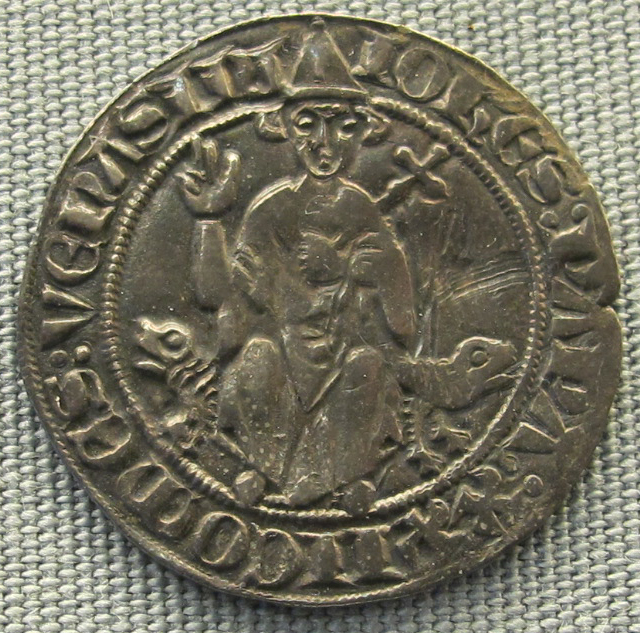
Carlin de Jean XXII frappé à l'atelier monétaire de Sorgues.

Le pape, en qualité de comte du Venaissin, avait tout droit de frapper monnaie et ce fut d'ailleurs cette formule Comes Venaisini qui fut gravée sur les gros émis par l'atelier monétaire. Ce fut un élément essentiel de la politique pontificale pour asseoir la prééminence de la papauté avignonnaise.
Opération de prestige qui, en même temps, permit de pallier le manque de contrôle sur la ville d'Avignon et de constituer un réseau local plus assuré. Pour ce faire, le pape ne se contenta pas de Pont-de-Sorgues mais installa, tant dans le Venaissin que dans son ancien évêché d'Avignon, d’autres châteaux neufs à Bédarrides, Barbentane, Châteauneuf-de-Gadagne (alors Giraud-Amic), Châteauneuf-du-Pape (alors Châteauneuf-Calcernier), Noves et Saint-Laurent-des-Arbres. Cette multiplicité, tout comme dans l'Italie du XIIIe siècle, offrait à la papauté une alternance possible de résidences et permettait surtout une bonne maîtrise des voies menant à Avignon. Elle avait aussi comme objectif d'affirmer qu'il était hors de question pour la papauté de retourner dans une Rome déchirée par ses complots internes et la guerre civile.
Pont-de-Sorgues devint ce point d'ancrage territorial à proximité d'Avignon. Jean XXII et sa Révérende Chambre apostolique — le ministère des Finances pontificales — y parvinrent de deux façons. Tout d'abord grâce à la noblesse locale, principale propriétaire des terres et immeubles. Leur achat par le pape se fit dans d'excellentes conditions financières. Quant à la population (artisans, notaires, manouvriers, etc.), elle fut en priorité engagée à participer à la construction du palatium papalis. Les hommes et les femmes qui s'y firent remarquer par leurs capacités virent leur contrat renouvelé pour d'autres chantiers.

### Préparatifs des travaux

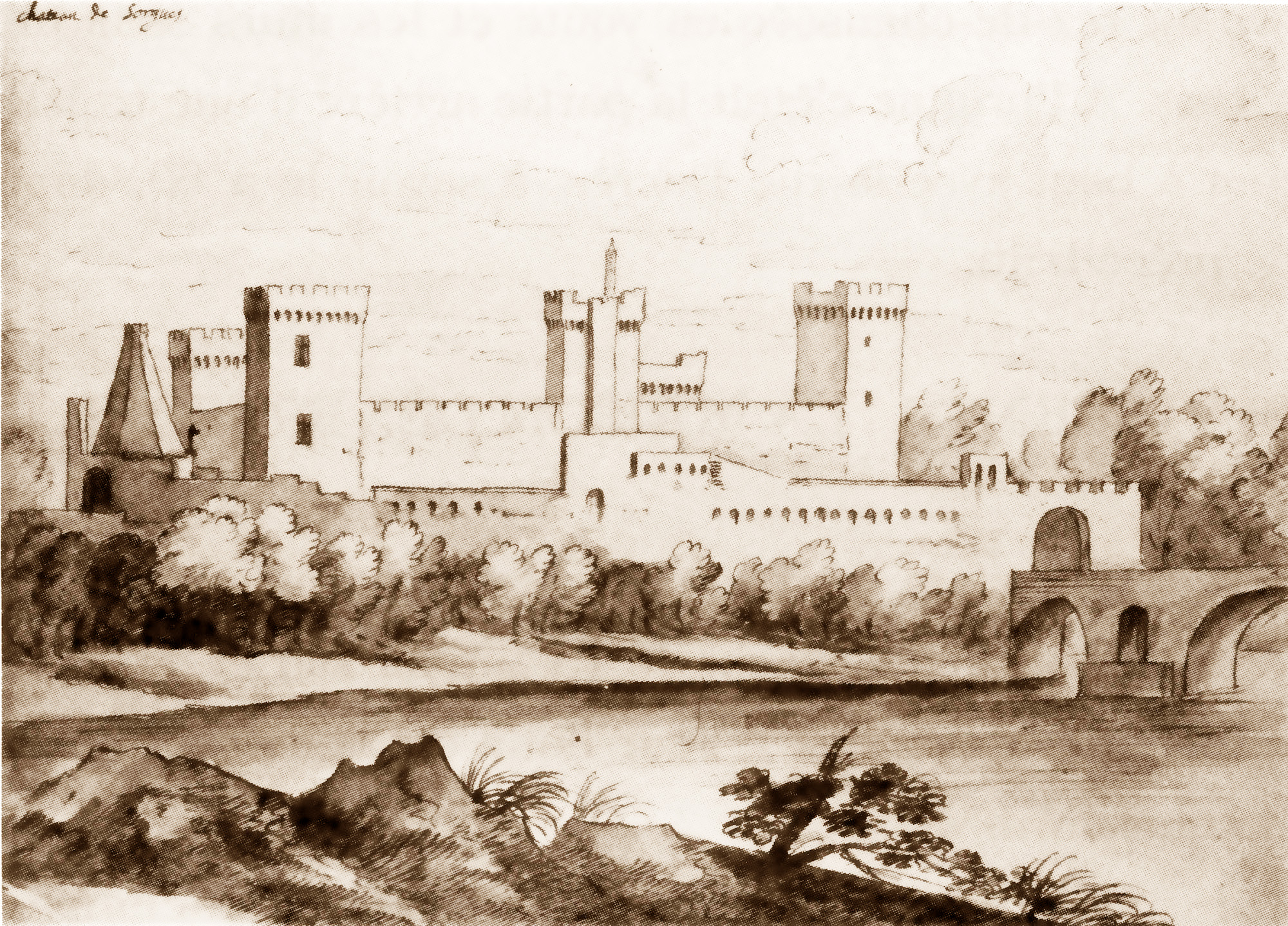
Le palais de Jean XXII à Sorgues, dessin de la fin du XVIIIe siècle.

Il n'apparaît pas sur les archives connues de la cité sorguaise que celle-ci, au Moyen Âge, ait profité comme ses voisines de la protection du château comtal en regroupant habitat et église à proximité. Un texte de 1125 indique seulement la présence d'une villa près du castrum et du pont. 

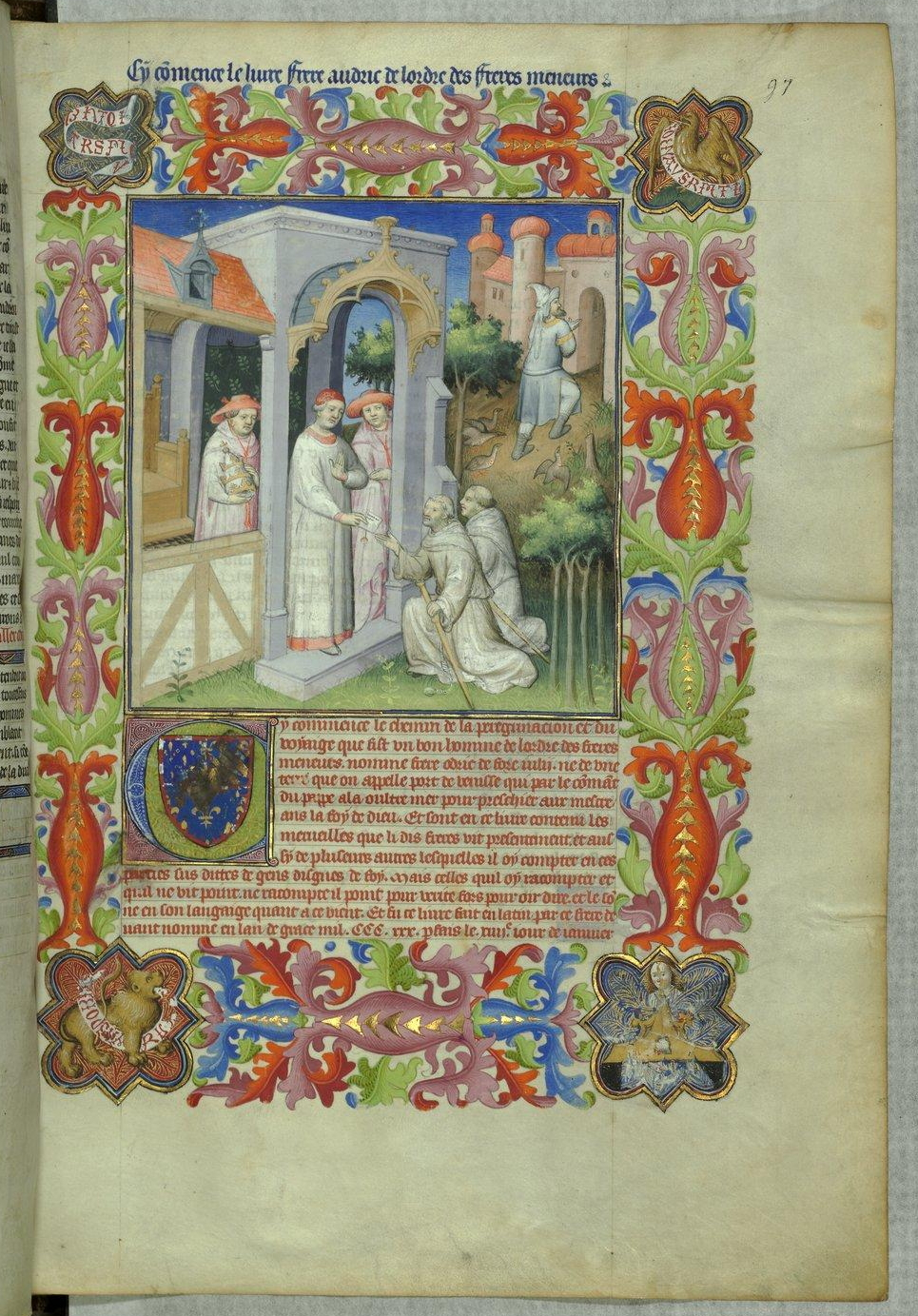
Jean XXII recevant Odoric de Pordenone dans la salle de l'Audience près de son palais de Pont-de-Sorgues. C'est la plus ancienne représentation connue du palais. Miniature tirée d'un manuscrit de lItinéraire, vers 1400-1420. BNF, Fr.2810, f.97v.

La situation était favorable pour que le pape puisse disposer d'un large espace près de la rivière pour faire construire son palais. Entre 1317 et 1318, Jean XXII commença à faire restaurer le castrum, et dès novembre 1317 le vieil hôtel des monnaies qui avait servi aux comtes de Provence et ponctuellement à Clément V. Puis en février 1318, il fit acheter terres et maisons à Pont-de-Sorgues. Il transigea, le 6 de ce mois, avec Bernard Augier, dont la famille était la plus riche propriétaire de la cité, pour huit domaines. En septembre 1318, Guillaume Augier cédait au pape ses terres jouxtant l'ancien château.
Un nouveau chantier s'ouvrit au printemps pour édifier le premier palais pontifical. Son style était novateur puisqu'il ne tenait ni du château fort du Nord de la France, ni de la villa italienne. Il a été défini comme un manoir fortifié.
Alors qu'à Avignon, Jean XXII avait dû se contenter de restructurer son ancien palais épiscopal, il entreprit ici la construction d'une « forteresse d'agrément » à laquelle il consacra la plus grande partie des ressources pontificales au cours des huit premières années de son pontificat. Cependant, les travaux s'étendirent pour l’essentiel de 1318 à 1324.
Dans cette opération immobilière d'envergure, il apparaît que l'argent fut la ressource la plus facile à trouver. Les comptes, tenus par les clercs gestionnaires des chantiers, font mention d'une somme globale de 40 700 florins pour le palais de Sorgues, et de 35 200 florins pour l'aménagement de la résidence épiscopale de Jean XXII à Avignon.
Restauré dans l'ancien château comtal, l'hôtel des Monnaies joua son rôle. Mis en état de fonctionner, dès 1322, il resta opérationnel jusqu'en 1354, date à laquelle il fut transféré à Avignon, cité devenue propriété pontificale depuis 1348.
En 1322, quand il fallut construire la salle de l'Audience, près du palais, il y eut à nouveau l'achat de six propriétés. Puis le 23 août 1322, l'abbaye de Cluny rétrocéda à la papauté ses droits sur le prieuré de Notre-Dame du Belvédère ou du Beauvoir. Quant au verger pontifical, il nécessita l'achat à quinze propriétaires différents et pour une somme de 178 livres, de terres, champs, jardins et chemins. 
Deux ans plus tard, les clunisiens durent abandonner tous droits de propriété sur Pont-de-Sorgues. L'abbé Pierre de Châtelus qui accepta cette transaction y fut quelque peu obligé puisqu'en dédommagement de cette saisie arbitraire par Jean XXII, en 1363, son successeur l'abbé Guillaume Pommiers, avec le consentement pontifical, put acquérir pour 15 000 florins une maison et ses jardins, sis aux portes d'Avignon. Elle avait logé la Reine Jeanne, en 1348, et est devenue le temple Saint-Martial. Urbain V transigea moyennant un cens de 12 deniers 60.

### Construction

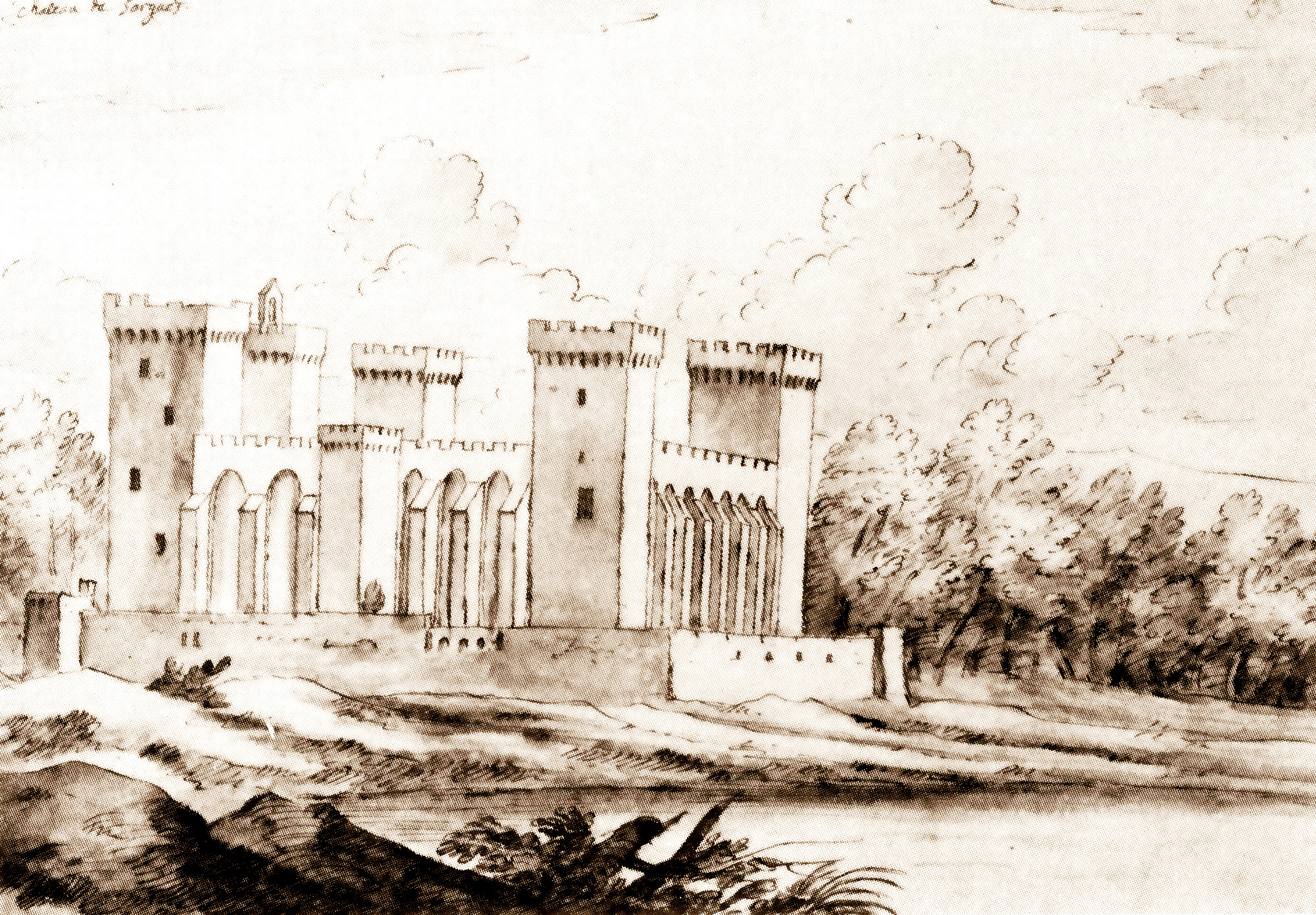
Le palais des papes de Sorgues, par Louis de Laincel.

Pierre de Gauviac fut l'architecte du palais de Pont-de-Sorgues. La gestion du chantier fut assurée par des clercs qui n'étaient pas spécialistes de la construction. L'un d'eux, clavaire de l'épiscopat d'Avignon, retrouva même cette charge à la fin du chantier. Les chefs de chantier (administrator operum), qui avaient sous leurs ordres les chefs d'équipes, devaient non seulement diriger et contrôler le chantier et l'avancement des travaux, mais aussi recruter la main-d'œuvre nécessaire.
La population de Pont-de-Sorgues fut loin de suffire. Il fallut faire venir des lapidaires de la région de Carpentras, Marseille, Montpellier et Toulouse. Leur passage d'un chantier à l'autre fut chose courante. Le 14 novembre 1319, le prix fait, pour l'édification de la tour d'angle et de l'aile du palais situées du côté de la Sorgues, indiquait, sans plus de détails, qu'elles devaient être construites comme Châteauneuf. Indication suffisante pour l'équipe qui avait déjà œuvré sur place. 

Marques de lapidaires sur les pierres de la façade occidentale du palais
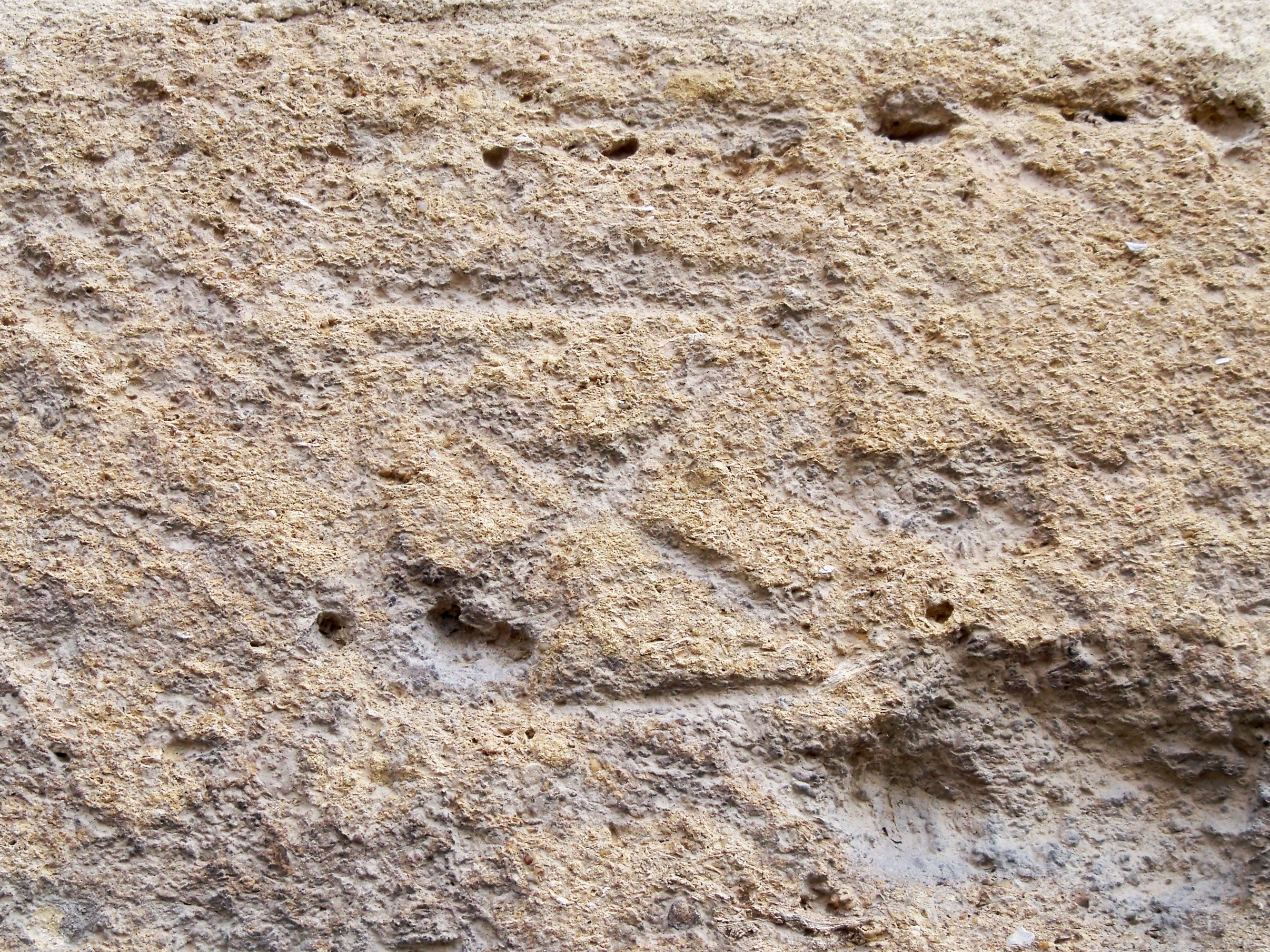
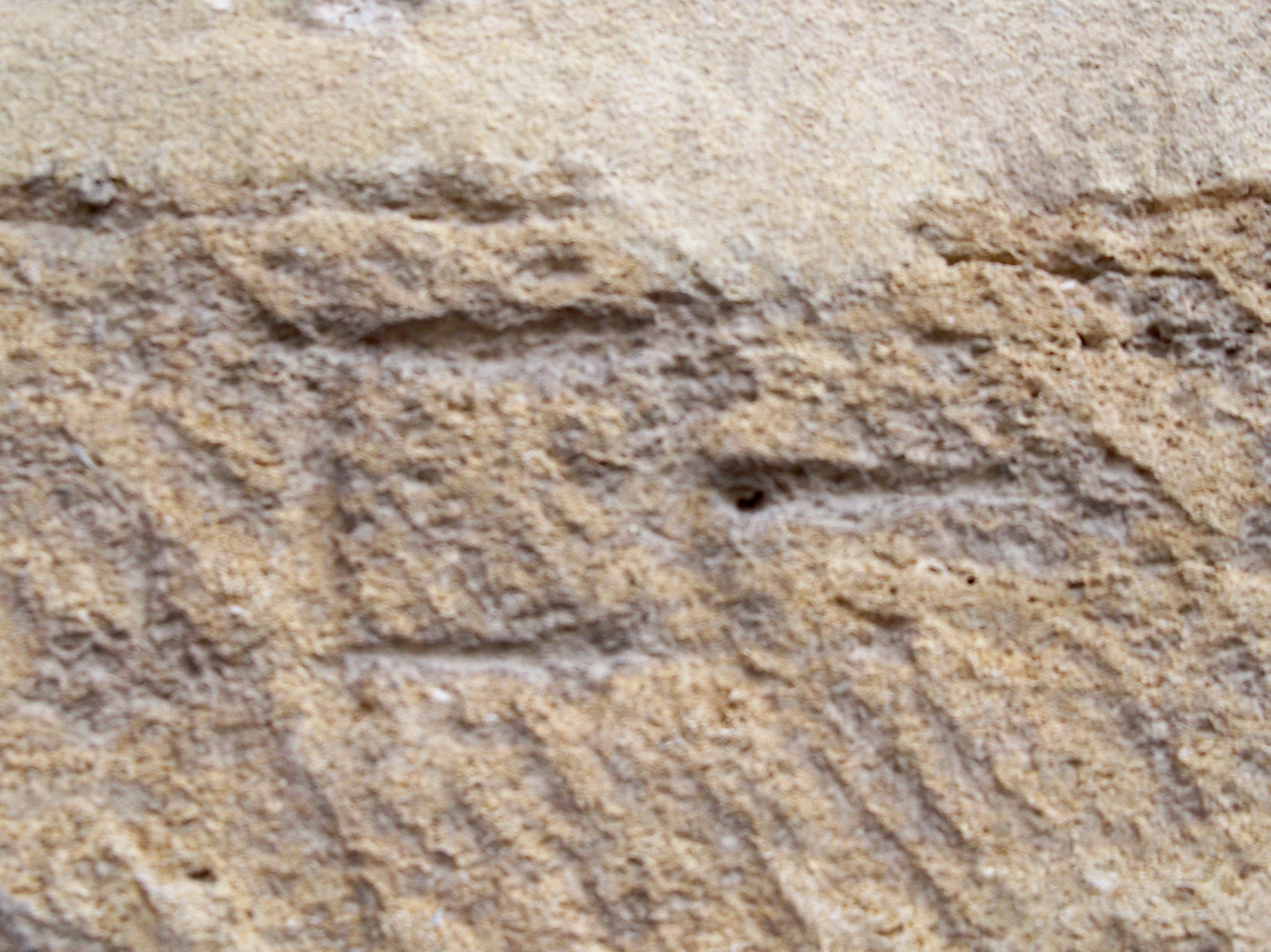
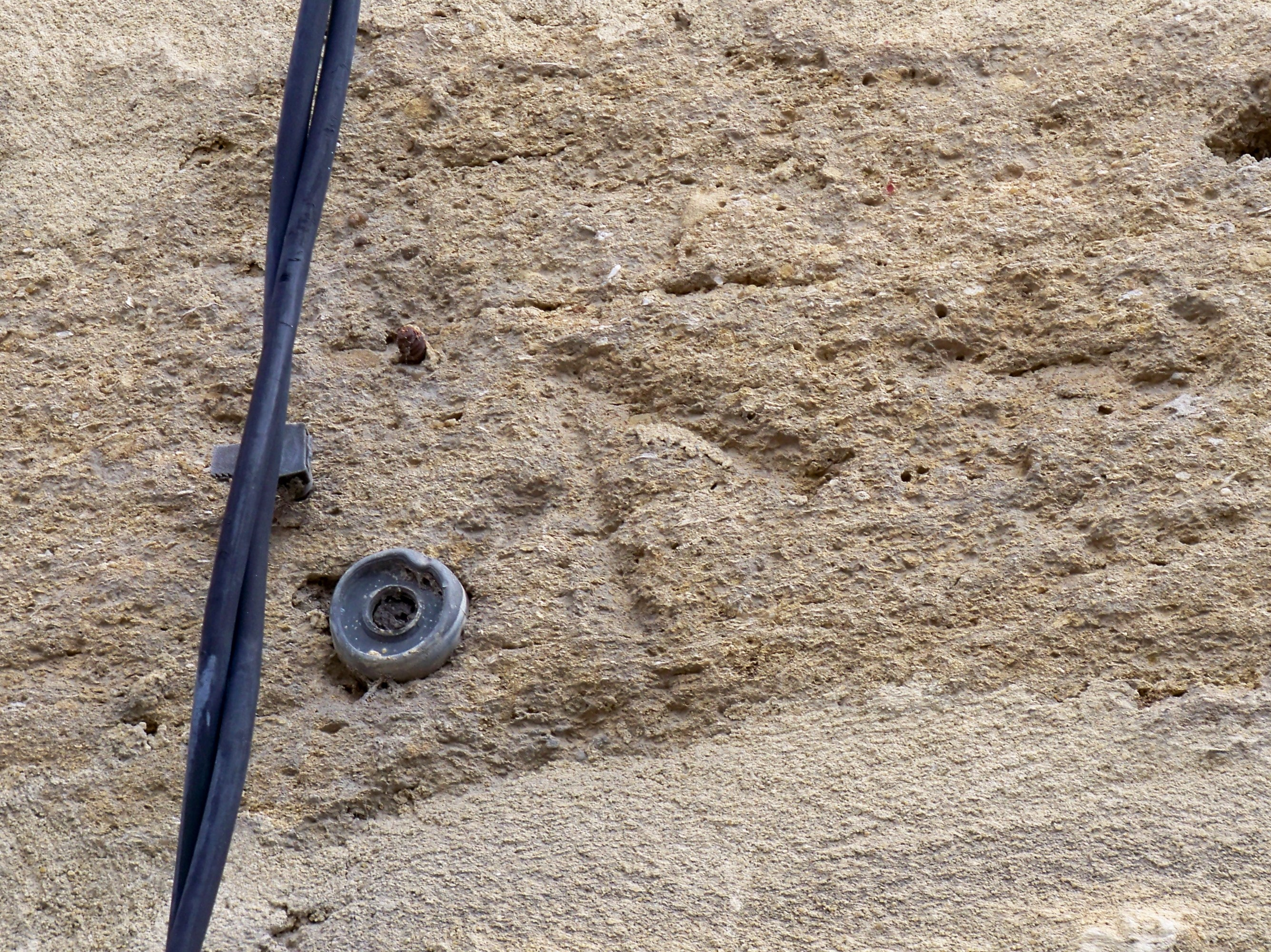
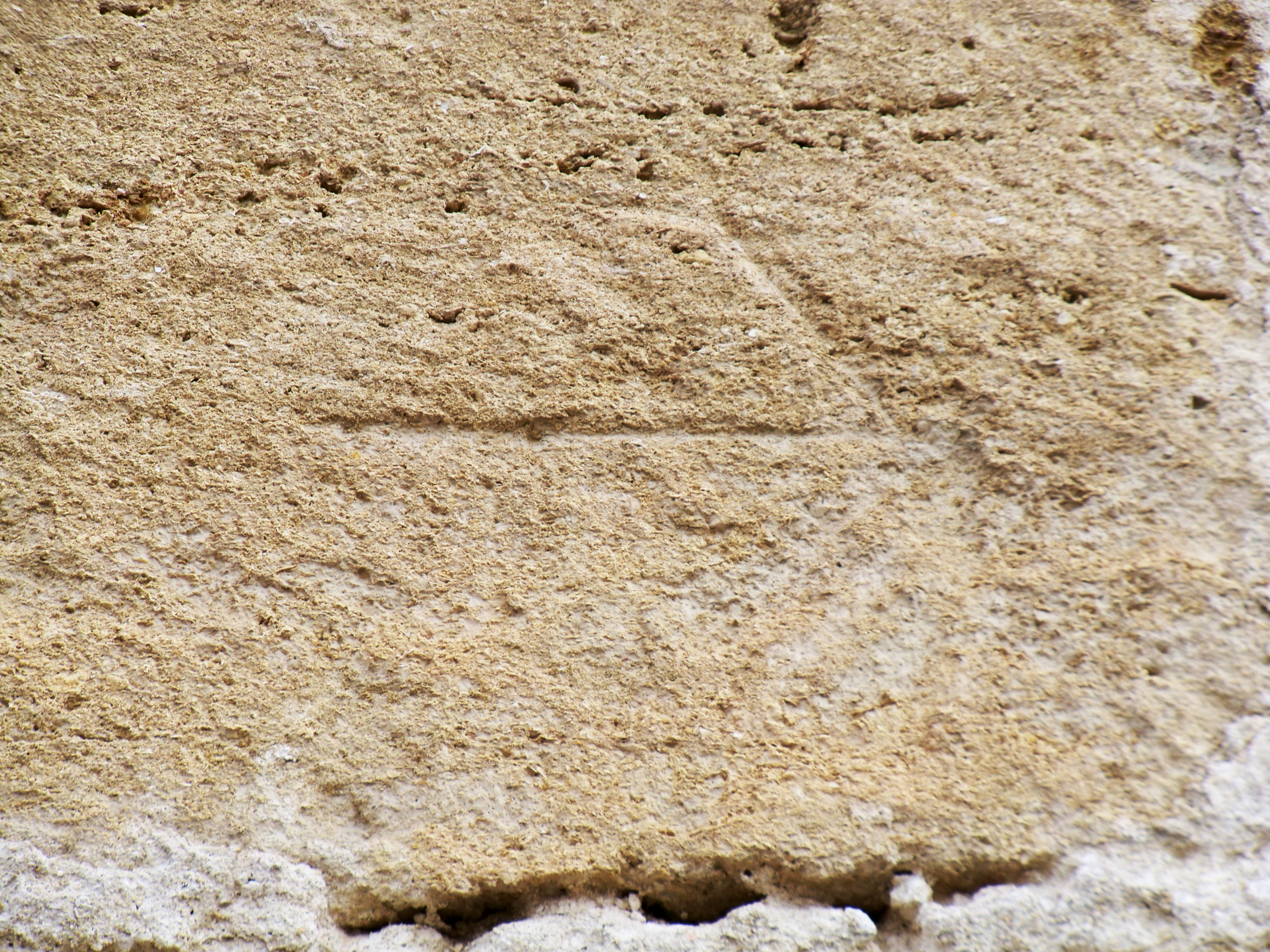

Il existe environ une cinquantaine de marques de tâcherons différentes dont certaines se répètent plusieurs fois. Leur longueur est généralement de 7 centimètres et la profondeur de leur gravure varie entre 5 et 6 millimètres. Ce sont les signatures des lapidaires comme l'ont montré, dès 1884, Albert et Auguste Maire. 

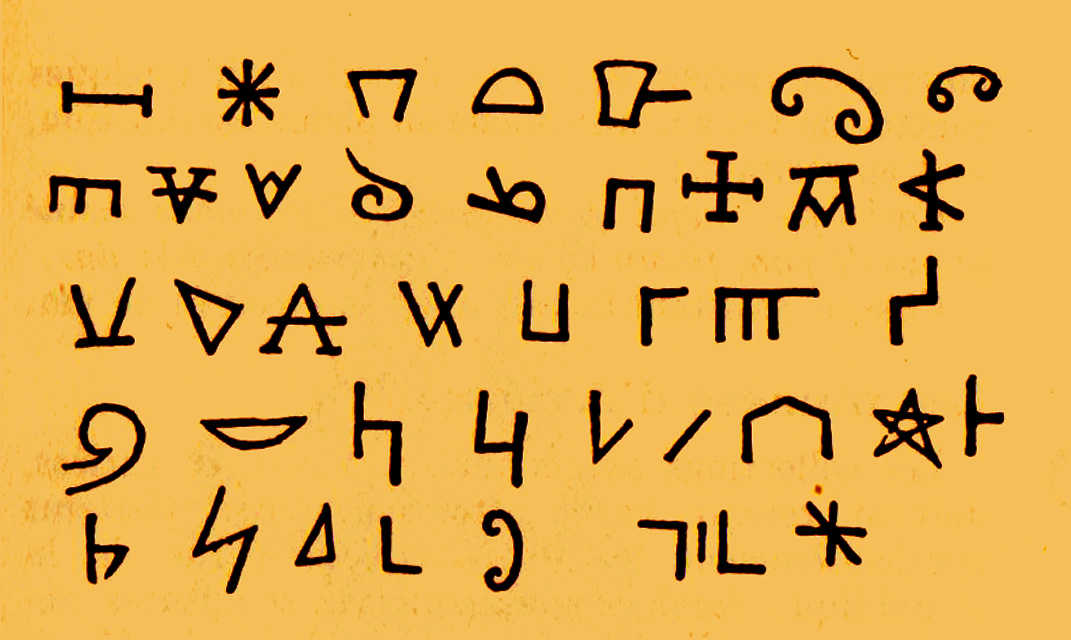
Marques relevées par Albert et Auguste Maire sur les remparts d'Avignon

Les caractères alphabétiques y sont rares, ceux figurant des outils ou des graphes sont les plus nombreux. Cela va des différentes sortes de marteaux au compas ou à l'équerre, en passant par l'échelle, le pic ou la pelle. Se retrouvent aussi la croix, la flèche, l'étoile à six branches, la demi-lune et des spirales. Ces différentes marques conventionnelles servaient à identifier un lapidaire et à comptabiliser son ouvrage.
La comptabilité pontificale permet de connaître les dates d'ouverture et de clôture des grands chantiers du palais. Entre 1319 et 1322, différents corps de métiers œuvrèrent dans la domus audientie (tribunal de la rote) ; de 1321 à 1325, ils se consacrèrent aux cuisines et à la clôture du verger. Au cours de l'année 1323 ce furent les peintres qui décorèrent la chapelle et la salle du consistoire. Des dates plus précises apparaissent comme celle du 5 juin 1322 quand fut livrée la cloche de la chapelle et celle du 12 août 1325 quand la couverture de celle-ci fut achevée. D'ultimes modifications au palais furent faites en 1356, sous le pontificat d'Innocent VI, puis des réparations importantes en 1395 et 1396.
Le palais des papes était constitué de quatre corps de bâtiment dont trois étaient directement réservés au pape. Le quatrième, où se trouvait la porte d'entrée dominée par la tour centrale, comprenait toutes les pièces réservées au service pontifical. Dans la partie septentrionale se trouvait une grande salle d'apparat entièrement peinte. À l'opposé, l'aile méridionale accueillait la salle du consistoire et la chapelle. L'aile occidentale, qui se situait face à la rivière, était composée d'une grande salle et de pièces réservées au service. Enfin, l'aile orientale était à l'usage personnel du pape et c'est là qu'il prenait ses repas,,.
Bernard Sournia et Jean-Louis Vayssettes ont pu constater à propos des livrées cardinalices : « Un édifice a servi de modèle : le château de Jean XXII à Pont-de-Sorgues, élevé en 1319, lequel a constitué l’idéal absolu de la demeure cardinalice pendant toute la durée du pontificat avignonnais. »

## Architecture

### Gothique tardif

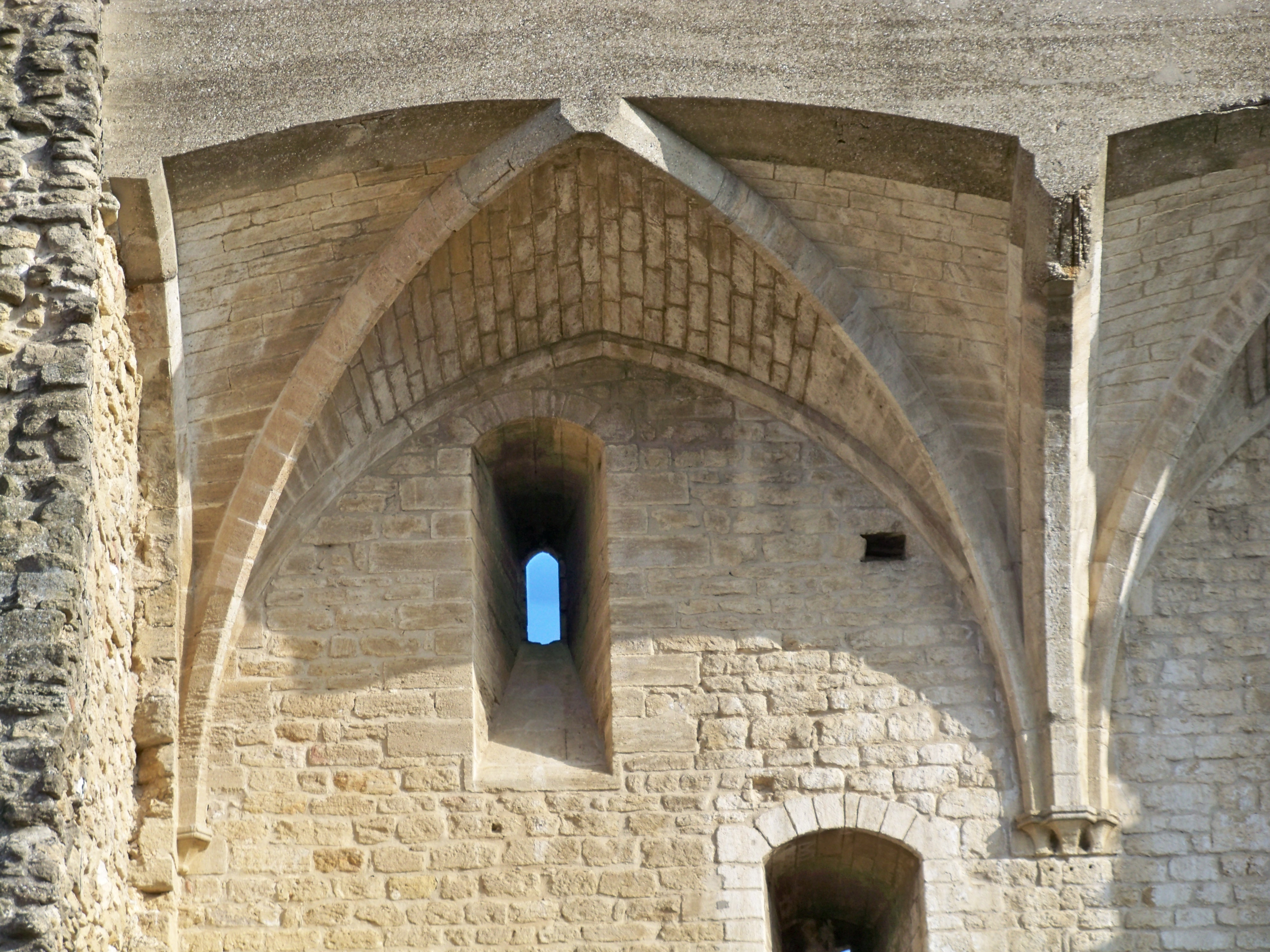
Exemple de gothique tardif sur une tour de Châteauneuf-du-Pape.

Les dates de construction du palais de Sorgues correspondent à la période où apparaît un style gothique rhodanien, résultat d'une première synthèse entre l'art gothique du nord de la France et l'art roman traditionnel en Provence et en Languedoc. Celle-ci se fit entre 1319 et 1326. Très certainement arrivée sur la rive gauche du Rhône par l'intermédiaire des lapidaires venus du Languedoc oriental, cette technique est marquée par leur tempérament méridional, tout en utilisant la formule d'une simple nef couverte de voûtes sur croisées d'ogives.
Le nouvel art gothique entra dans Avignon quand Jean XXII fit rajouter, en 1316 et 1317, deux chapelles à Notre-Dame-des-Doms, puis lors de la réfection de l'église Saint-Agricol en 1321. Ce style perdura car le pape fut séduit par « l'art des terres royalistes » où la lumière entrait dans l'édifice, même si, au début, furent conservés le plan basilical et les lourds piliers rectangulaires.
Mais comme l'a analysé Alain Girard, « l'unité de volume, le dépouillement et la muralité furent le propre de la vallée du Rhône ». Petit à petit, le fût des colonnes devint lisse, leurs chapiteaux furent simplifiés et les nervures des arcs épandues pour créer des arêtes. Enfin, l'étroitesse des baies s'imposa pour se protéger du mistral et de la luminosité excessive.

### L'ornementation

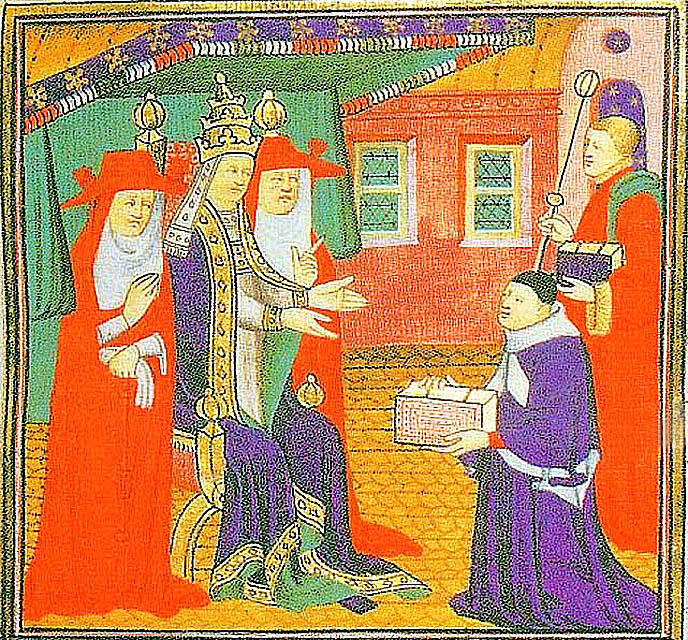
Jean XXII recevant à Pont-de-Sorgue les Commentaires sur les décrétales de Jean d'Andreas.

Pierre du Puy, peintre que Jean XXII avait déjà engagé à Avignon, arriva à Pont-de-Sorgue le 19 juillet 1321. Il dirigea l'ornementation des salles et chambres occidentales du palais, son équipe était composée de ses compagnons Pierre Massonier et Jean Olivier auxquels s'étaient adjoints sept peintres qu'il avait recrutés. Le 9 août, ils furent rejoints par sept nouveaux peintres qui commencèrent à orner la salle orientale. Au début septembre, une équipe de six nouveaux peintres fut recrutée, ils avaient à charge la chambre et le cabinet (studium) du pape. Pour cette partie du palais, le 20 septembre, le batteur d'or Gilles Loparel, d'Avignon, reçut une commande pour fournir aux peintres feuilles d'or et d'argent.
Dans le même temps, Thomas Daristot, un peintre anglais, rejoignit le palais pontifical avec son équipe. Ils commencèrent le 23 août la décoration de l'aile qui jouxtait la rivière. Le chantier fut achevé le 29 novembre, il avait duré un trimestre. La même équipe fut réengagée et prit en charge, le 23 décembre, la décoration de l'étage inférieur du côté de la ville. Quant à Pierre du Puy et les siens, ils furent affectés, le 24 décembre, à la chapelle pontificale sise, elle aussi, du côté de Pont-de-Sorgues. Pour ce chantier, le batteur d'or Gilles Loparel fut à nouveau sollicité pour fournir des feuilles d'or. La décoration de la chapelle fut terminée à la fin du mois de janvier 1322.
L'équipe anglaise ayant reçu une autre commande, Pierre du Puy resta seul pour terminer l'ornementation du palais. Son équipe finit l'étage de la chambre pontificale et décora les chambres des familiers. Elle passa ensuite aux tours d'angle puis aux ambulatoires et au cloître. Le chantier s'acheva le 31 juillet 1322. En 1324, le pape fit acheter un tableau représentant l'image d'un saint pour sa chapelle.
Pendant deux ans, ce furent trente-deux peintres qui décorèrent le palais. Il ne reste aucune trace de leurs œuvres. Parmi eux, il y avait Johannes Olivieri (Jean Olivier) qui avait peint les décors de la cathédrale de Pampelune. Son style se retrouve identique dans les fresques de la cathédrale de Cahors. De fortes analogies basées sur la tonalité dominante, un rouge très puissant, alternant, le plus souvent, avec un gris vert comme fond, font penser que cet artiste a appartenu à une école de peintres du Languedoc dont on retrouve les œuvres au château des archevêques de Narbonne à Capestang et à la maison des Chevaliers  de Pont-Saint-Esprit. 

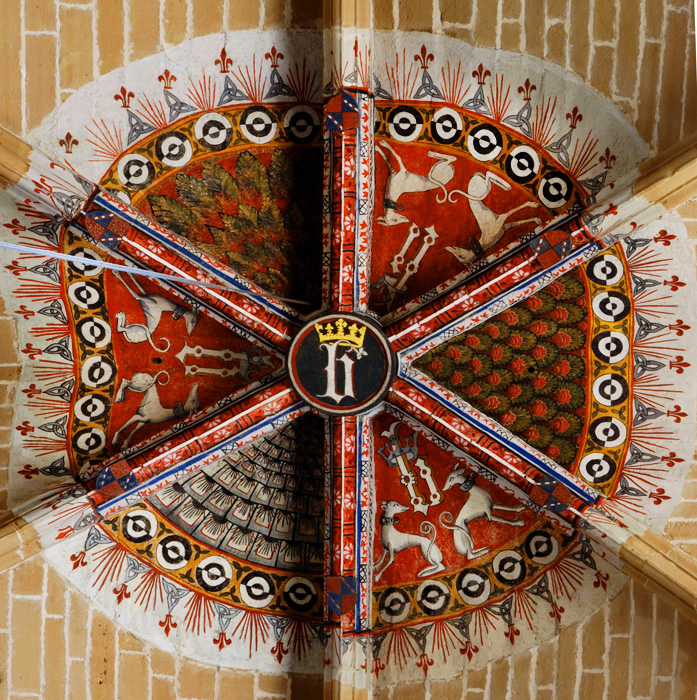
Clef de voûte armoriée de la nef de la cathédrale de Pampelonne.
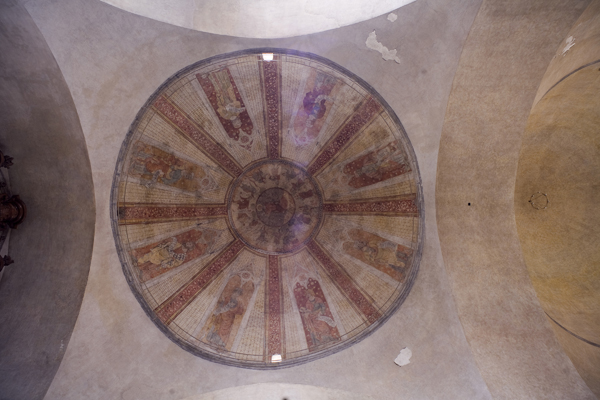
Coupole de la cathédrale de Cahors, lapidation de saint Étienne entouré de huit prophètes.
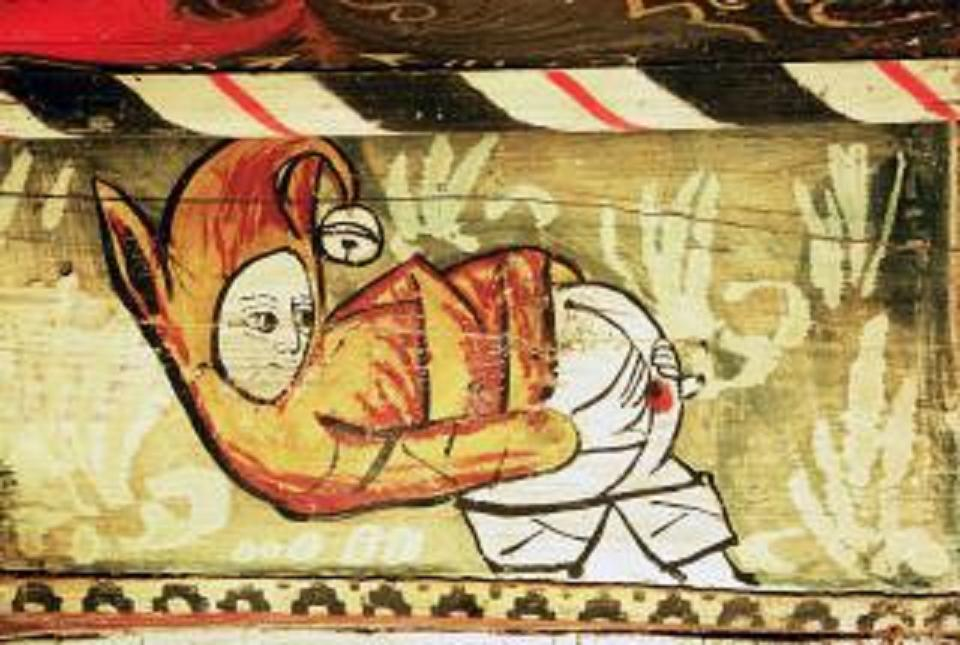
Fou du château des archevêques de Narbonne à Capestang.
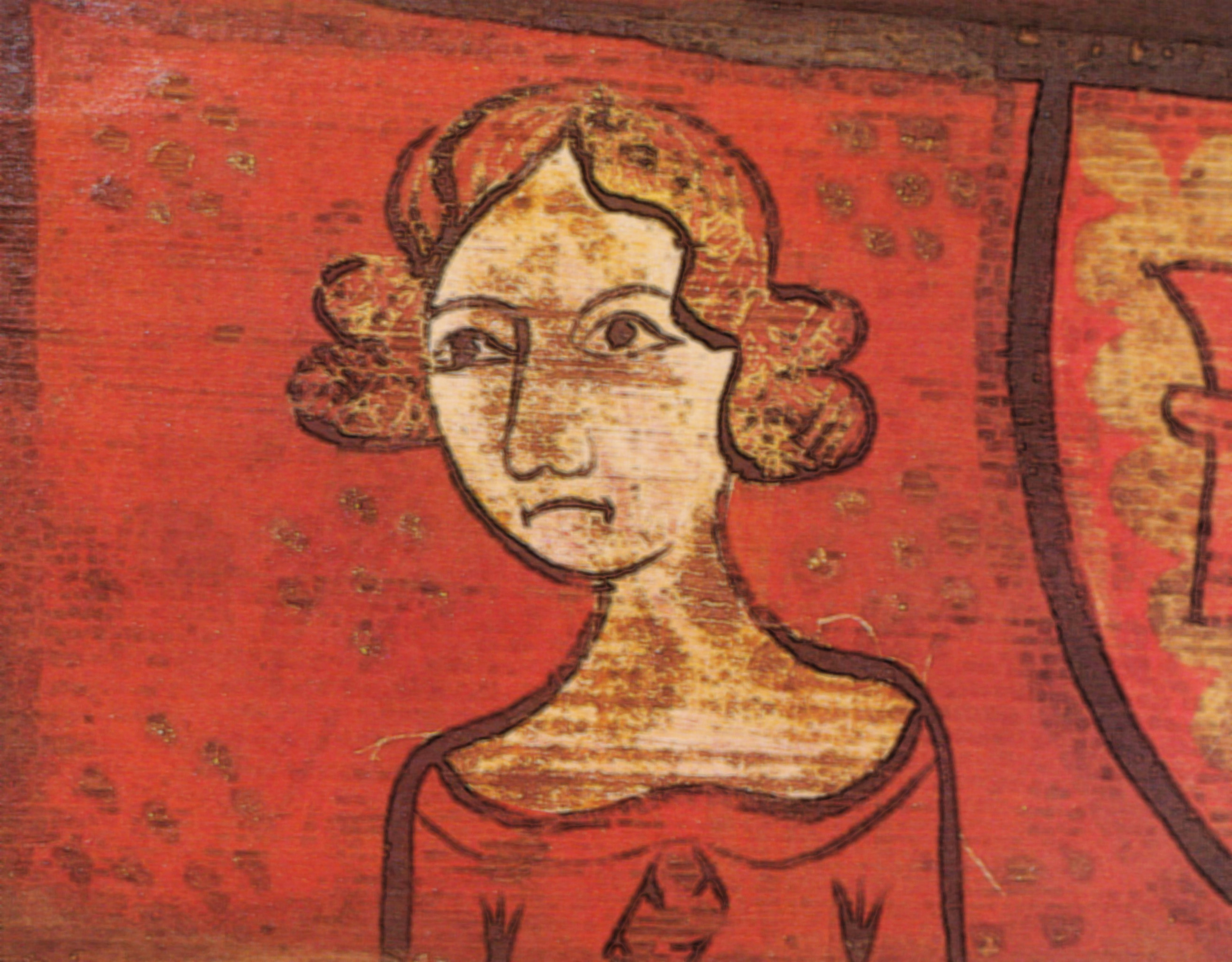
Portrait de femme de la maison des Chevaliers à Pont-Saint-Esprit.

### L'atelier monétaire
Giovanni Villani, qui séjourna à Avignon dans la première moitié du XIVe siècle, a noté dans sa Nuova Cronica que des florins avaient été frappés à Pont-de-Sorgues, à la demande de Jean XXII, par des monnayeurs venus spécialement de Florence.
Leur venue fut parrainée au cours du mois d'août 1322 par les Bardi, banquiers florentins qui avaient ouvert une succursale à Avignon, et leur atelier fut installé dans le vieux château des comtes de Toulouse.
Munis de leurs coins et poids, les maîtres de la monnaie florentins commencèrent leur travail à Pont-de-Sorgues, le 15 septembre 1322. Ils avaient pour nom Guillaume Ruffio, Pochino di Dracho et Cionello. Ce dernier est aussi connu sous le nom plus complet de Cionello del Poggio de Lucques.
Les cahiers de comptes de la Révérende Chambre apostolique d'Avignon montrent qu'ils furent remplacés en 1326 par le clerc pontifical Pierre Aula et le maître florentin Bruchio Carruchi. Guillaume Ruffio cessa ses fonctions le 9 août 1326 et ce fut à partir du 10 février 1327 que Carruchi assura seul les frappes jusqu'au 4 juin 1330.
Dans le système mis en place par Jean XXII, les maîtres de l'or avaient seuls la responsabilité du contrôle de la fabrication et pouvaient décider si les pièces étaient de bon aloi pour entrer en circulation. Ils étaient tenus à rendre compte à chaque délivrance. Pour l'ensemble de son pontificat, l'atelier frappa pour une valeur de 214 709 florins.
L'analyse des registres de compte de la Révérende Chambre apostolique a montré que l'émission des florins pontificaux n'eut qu'une raison technique. Leur frappe permit « d'utiliser le métal non monnayé  ou les doubles qui encombraient les caisses de la Chambre ». Il n'a jamais concurrencé celui de Florence puisqu'il était du poids de celui-ci, soit 226,36 grammes. 

### Dépendances et fortifications
Le palais était entouré d'une première enceinte. S'ouvrant par une porte fortifiée qui donnait directement sur le pont, elle ne comportait pas de tour d'angle mais était seulement coiffée de créneaux et de mâchicoulis. C'est sur cette partie que s'appuyaient les communs dont une cuisine équipée d'une grande cheminée pyramidale.
Quant au palais lui-même, ses quatre corps de logis étaient reliés aux angles par quatre grandes tours. Deux étaient des turres crocerie (tours à ogives croisées), les deux autres en fustaria (dernier étage en bois). Leur accès se faisait par des escaliers en pierre. Les murailles étaient crénelées et défendues par des mâchicoulis. Une cinquième tour carrée, située au centre de la partie occidentale, était voûtée et couronnée d'un campanile. Elle commandait sa herse face au pont. Sur ses côtés se trouvaient les salles de garde,.
Cette façade défensive n'était éclairée que par de rares et petites ouvertures. À contrario, les autres l'étaient par de grandes fenêtres rectangulaires à meneaux croisés. Les toitures furent réalisées à base de lauzes et de tuiles. Au centre du palais, la cour carrée était entourée d'arcades et servait de cloître ou de promenoir. Les chambres ou les salles du rez-de-chaussée s'ouvraient sur la cour centrale.
Du premier étage, on sait seulement que les appartements pontificaux se situaient au levant et sa chapelle privée dans l'aile méridionale. Cet étage accueillait aussi les appartements des familiers et des serviteurs du pape. Les ambulatoires servaient de corridors. Ce n'est que sous le pontificat de Grégoire XI que fut aménagé un cellier qui servit de réserve à vin.
Le dernier grand chantier fut celui de l'Audience, au cours de l'année 1322. Cette salle fut construite en pierre et en bois. Elle comportait deux portes aux marches arrondies. À l'intérieur se trouvaient de chaque côté des bancs de pierre. Cet édifice, tout à fait nouveau dans la vie pontificale, servit pour les proclamations publiques et le traitement des affaires judiciaires. Mais sa conception laissa à désirer puisque, dès 1332, sa toiture menaça de s'effondrer et elle dut être entièrement refaite.
Le dépouillement des comptes Introitus et existus du Vatican a permis de situer un certain nombre d'édifices vis-à-vis du palais et de ses fortifications. On apprend, par exemple, que la maison du viguier de Pont-de-Sorgues fut intégrée dans le système défensif près de l'entrée principale dès 1320, que les écuries (palapharnerie), un hospice et les latrines se jouxtaient derrière les fortifications. Quant aux cuisines et leur grande cheminée pyramidale, elles étaient situées sur les bords de la rivière et comportaient deux étages. Refaites une première fois en 1336, des travaux reprirent l'année suivante pour y intégrer un grand four. Entièrement rénovées en 1357, elles furent divisées en trois : la cuisine du pape, la cuisine principale et la cuisine des serviteurs. Celle du pape fut détruite par un incendie en 1376 et reconstruite à l'intérieur du palais.

Pierres des fortifications extérieures servant d'enclos de jardin
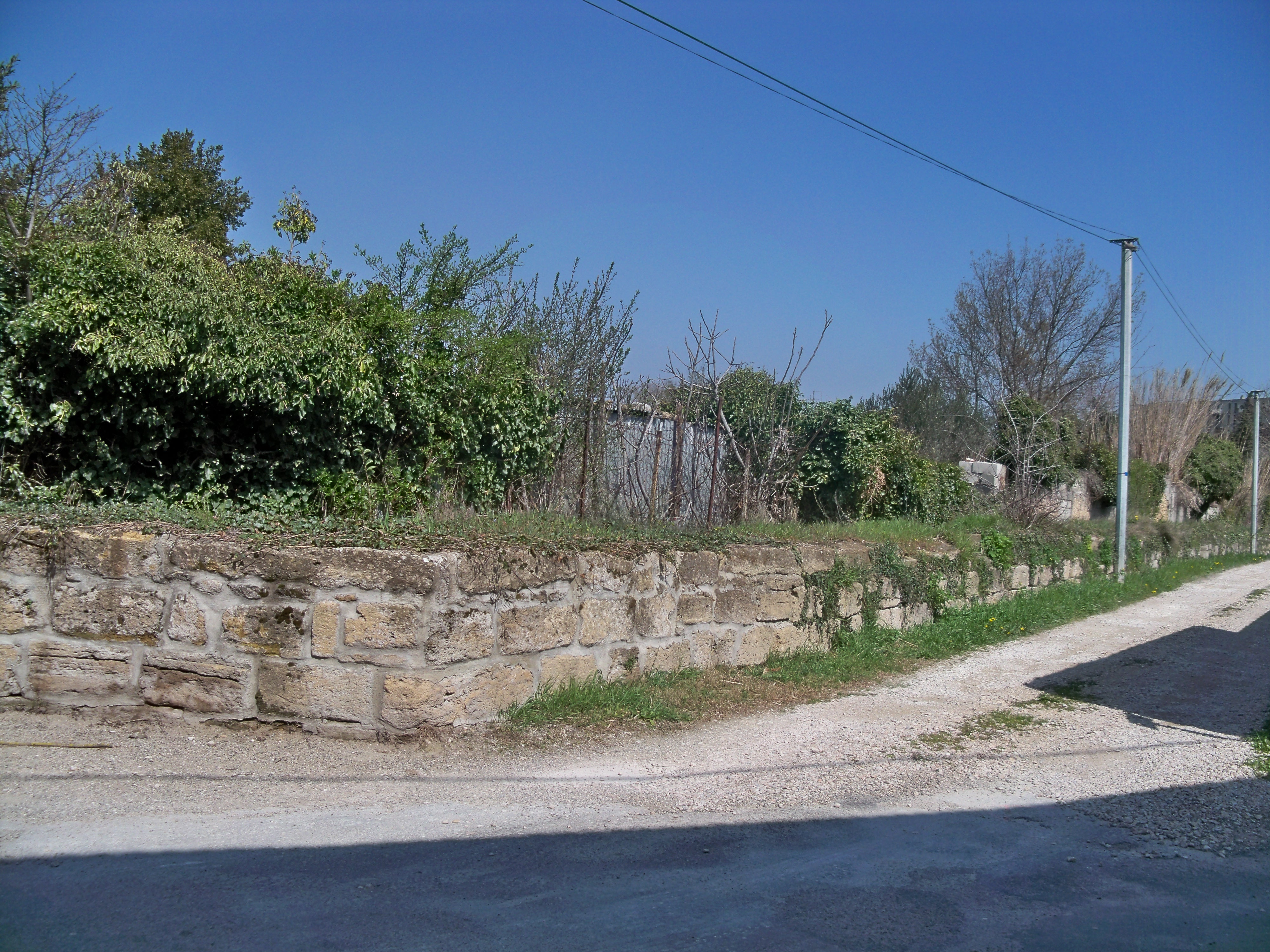
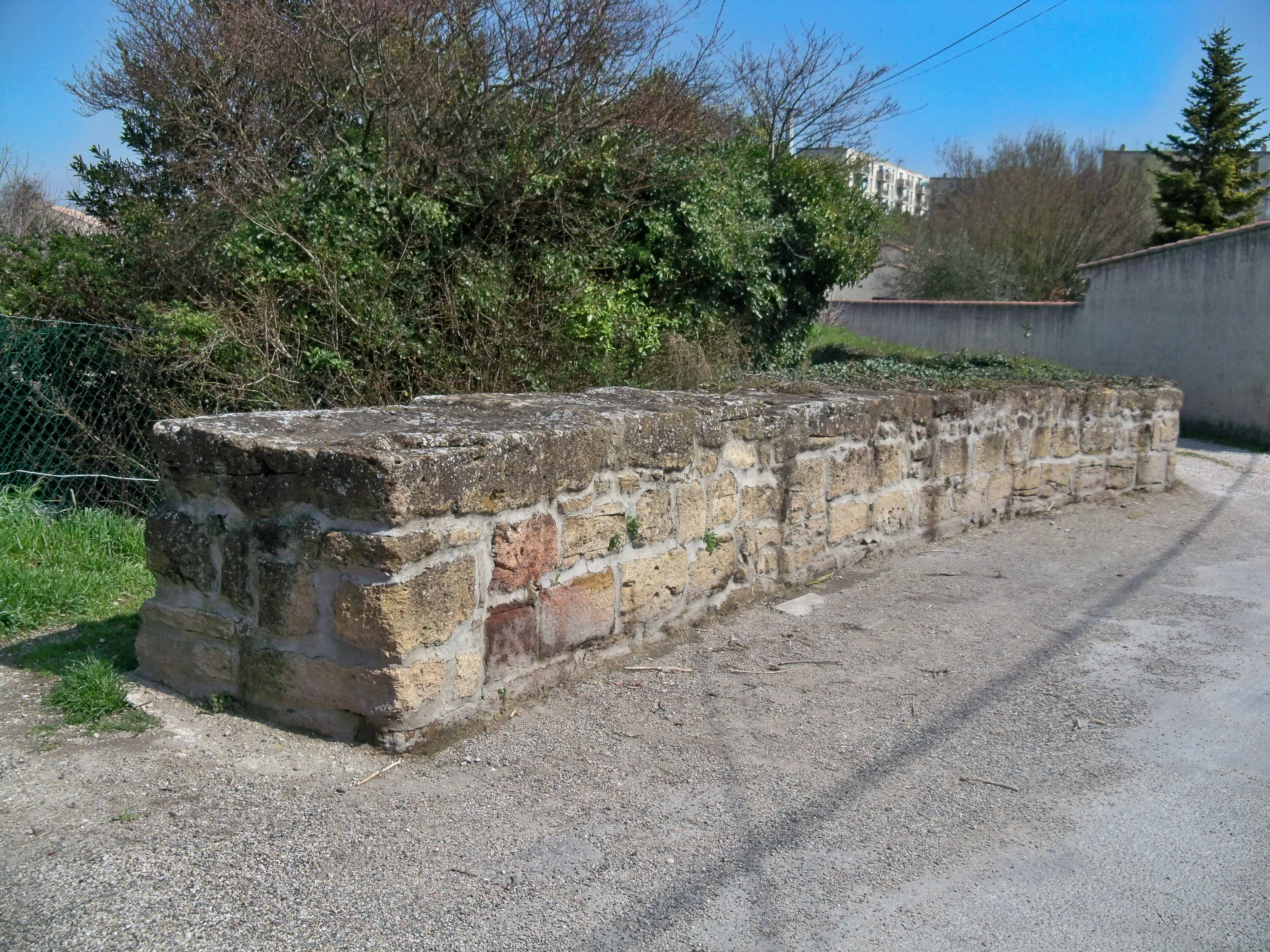

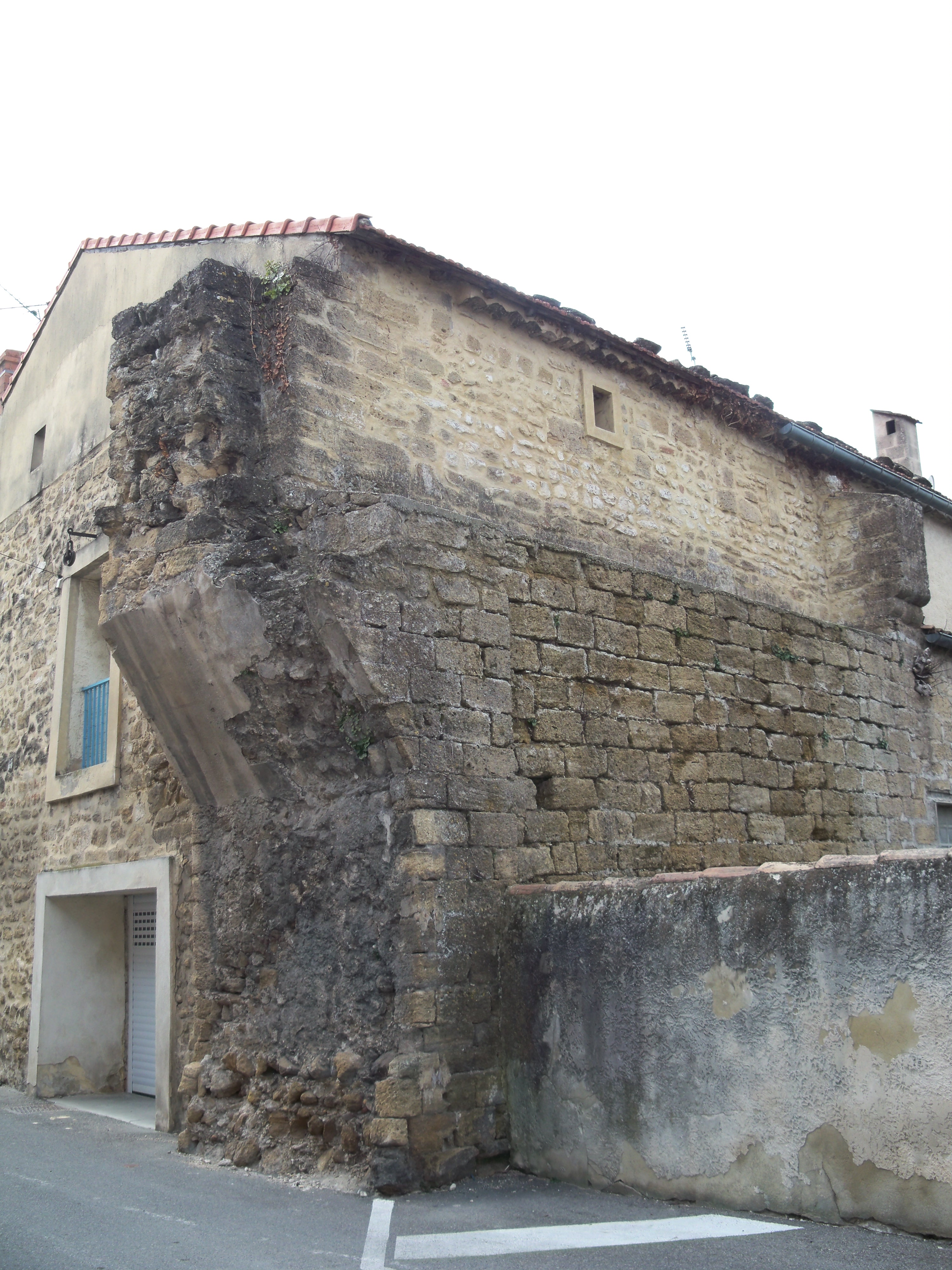
Entrée du palais qui commandait le pont-levis.

L'enceinte protégeant le palais s'ouvrait par deux portes, celle du pont et celle de la ville, toutes deux protégées par des herses. Celle de la ville était la plus importante, en 1332, elle fut détruite par un incendie avec la maison du viguier qui la jouxtait.
Dans son prolongement a été conservée une partie du mur d'enceinte. Ce reste de fortification s'étend sur 80 mètres et sert d'appui à des maisons. Épais de 2,24 mètres, le mur possède encore par endroits des mâchicoulis. À son extrémité une partie de l'arc de la porte d'entrée est en surplomb sur la rue.
Après la bataille de Poitiers, en 1356, les mercenaires débandés descendirent vers la vallée du Rhône. Leur intention était claire : attaquer Avignon et les villes du Comtat Venaissin. Dès l'automne, ordre fut donné de réparer les tours et de mettre en place « certains instruments en bois » pour la défense du palais. Il en coûta 7 920 florins.  

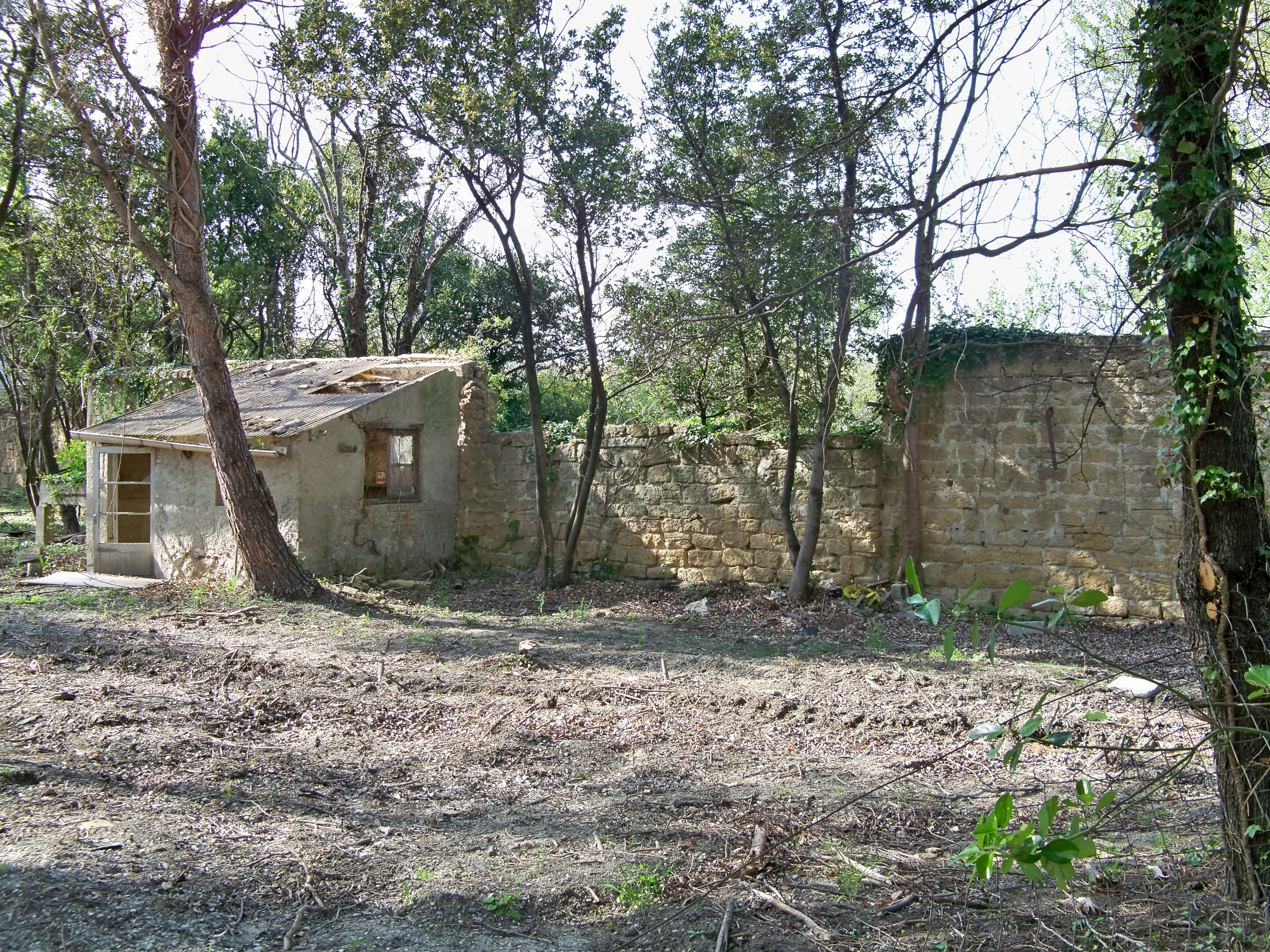
Vestiges du mur d'enceinte construit par Olivier de la Raymondie en 1359.

Juan Fernandez de Heredia, fait prisonnier, aux côtés de Jean le Bon, par le Captal de Buch, fut rapidement libéré contre rançon grâce à l'intervention du cardinal Hélie de Talleyrand. De retour à Avignon, le 28 décembre, il fut nommé par Innocent VI capitaine des Armes du Comtat et mit les États pontificaux en défense.
Dès le début 1357, les deux entrées de l'enceinte du palais eurent leurs portes renforcées par des plaques de fer. L'année suivante, Heredia nomma un capitaine pour défendre le palais, c'était Olivier de la Raymondie qui avait sous ses ordres seize hommes d'armes. En 1359, le capitaine fit installer un pont-levis pour mieux contrôler l'entrée principale du palais et décida de couper en deux le verger pontifical par un nouveau mur d'enceinte. Les travaux s'achevèrent en 1360 par la réparation du mur le long de la rivière.
En définitive, Pont-de-Sorgues ne fut jamais inquiété. Ce qui n'empêcha point que les mécanismes du pont-levis durent être remplacés entre 1371 et 1372 et qu'une grosse poutre de bois fut installée pour bloquer la porte en cas d'attaque. L'année suivante, ultime précaution, les douves et les fossés, creusés en 1343, furent curés.

### Les jardins

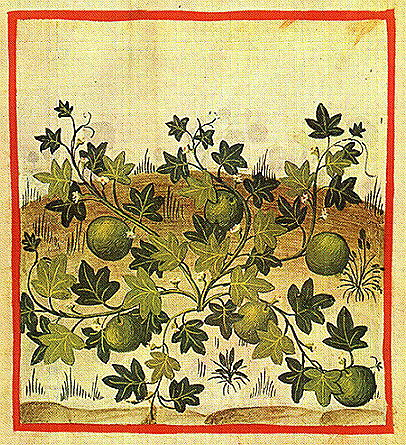
Melonière, une spécialité pontificale. Miniature du Tacuinum sanitatis, XVe siècle. Bibliothèque municipale de Rouen, Leber1088.

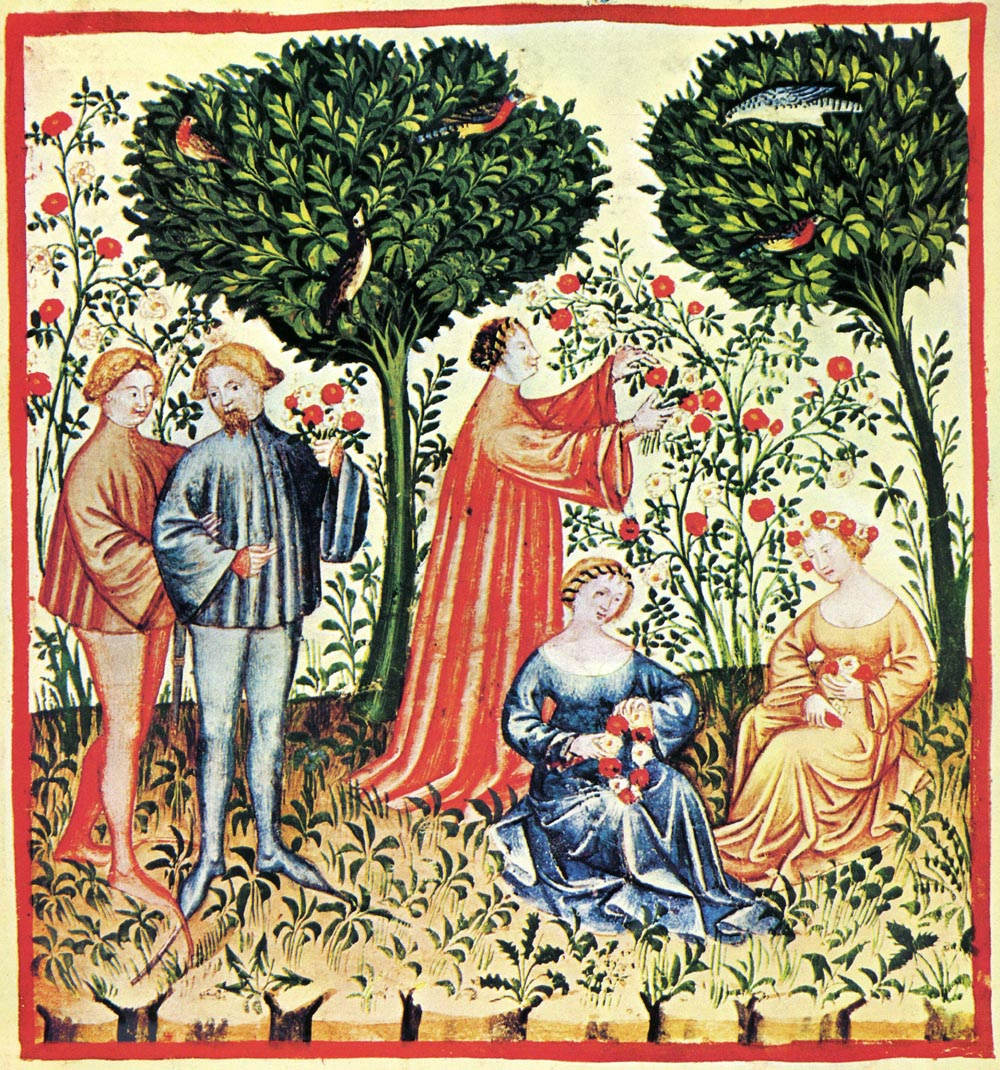
Jardin d'agrément au XIVe siècle. Miniature du Tacuinum sanitatis, Bibliothèque Casanatense, Rome, Ms.4182

Au cours des travaux, à l'Est du palais, fut aménagé un grand verger entre 1322 et 1324. Il avait une superficie de trois hectares et demi environ. Il resta en l'état prévu par Jean XXII puisque ses successeurs n'y apportèrent pas de modification majeure.
Ce grand parc (magnum viridarium) était clos et longeait la rivière. Jardin et verger à la fois, il comportait des canaux et des fossés pour l'irrigation, que franchissaient des ponts. Sa pièce maîtresse était un grand vivier empli de poissons. Les chevaux du palais y avaient accès pour venir se désaltérer aux eaux de la rivière. Ils y côtoyaient alors les paons, les daims et des animaux sauvages qui vivaient là.  On sait que le 5 septembre 1335 arriva à Avignon le lion que Benoît XII avait fait venir de Sicile pour garder son palais sorguais.
Ce type de parc n'était pas une nouveauté. Il existait déjà maints jardins urbains ou monastiques dans un espace clos mais qui n'eurent jamais la renommée de ceux des papes. Parmi les jardins pontificaux qui, en Italie, agrémentaient les différentes résidences papales, celui de Rome était célèbre pour sa vigne et ses fruitiers. À Avignon, vers 1323-1324, Jean XXII avait même son pratum et une ménagerie, le « verger de Trouillas ». Mais ce lieu n'était en rien comparable au grand verger de Pont-de-Sorgues. Comme l'a expliqué Élydia Barret : « Les vergers pontificaux, par la faune exotique qu'ils abritaient, par certaines espèces végétales telles que le melon ou l’oranger que les papes ont, semble-t-il, introduites et acclimatées, ainsi que par la maîtrise de la nature qu'ils exprimaient, étaient une expression de richesse et de pouvoir ainsi que le reflet d’une bonne capacité à gouverner. »

## Palais pontifical dans l'histoire

### Séjours pontificaux
Anne-Marie Hayez a pu étudier ce que représentait un déplacement pontifical entre Avignon et Pont-de-Sorgues. Même de courte durée, c'était une expédition d'importance. Lorsque le pape se déplaçait, un véritable cortège se devait de l'accompagner. Le pontife chevauchait, protégé par un dais, son étendard orné d'un angelot d'argent, au milieu de ses cardinaux, de la curie et de ses familiers. Une foule le suivait, dont des pauvres qui ramassaient, tout au long du chemin, la menue monnaie jetée par l'aumônier pontifical.
Avant la première venue d'Urbain V, en mai 1363, une résidence pontificale devant être digne du pape, une remise en état du palais de Pont-de-Sorgues fut effectuée. Le maître d'œuvre en fut Bernard Dumas, sacriste de Saint-Didier d'Avignon. Au cours du mois de février, il fit faire des travaux de maçonnerie et réparer les écuries. Puis pendant trois semaines, il chargea quatre hommes de récurer le château et six autres de nettoyer le chemin qui y menait. Enfin, il dépensa 200 écus pour faire placer les armes du pape sur les différents hôtels de Sorgues.
De plus, tous les services du palais déménageaient et suivaient le pontife, qu'il s'agisse de la cuisine, de la paneterie, de la bouteillerie, de la maréchalerie, de la chapelle, du gardien de la vaisselle ou de celui de la cire. C'était un véritable défilé de charrettes qui emportaient les ustensiles de cuisine, les nappes, la vaisselle, les ornements de la chapelle, les vêtements du pape.  En mai 1363 , il ne fallut pas moins de quatre chariots pour porter à Pont-de-Sorgues les effets du pape (vêtements, tentures) et quatre hommes pour les charger.

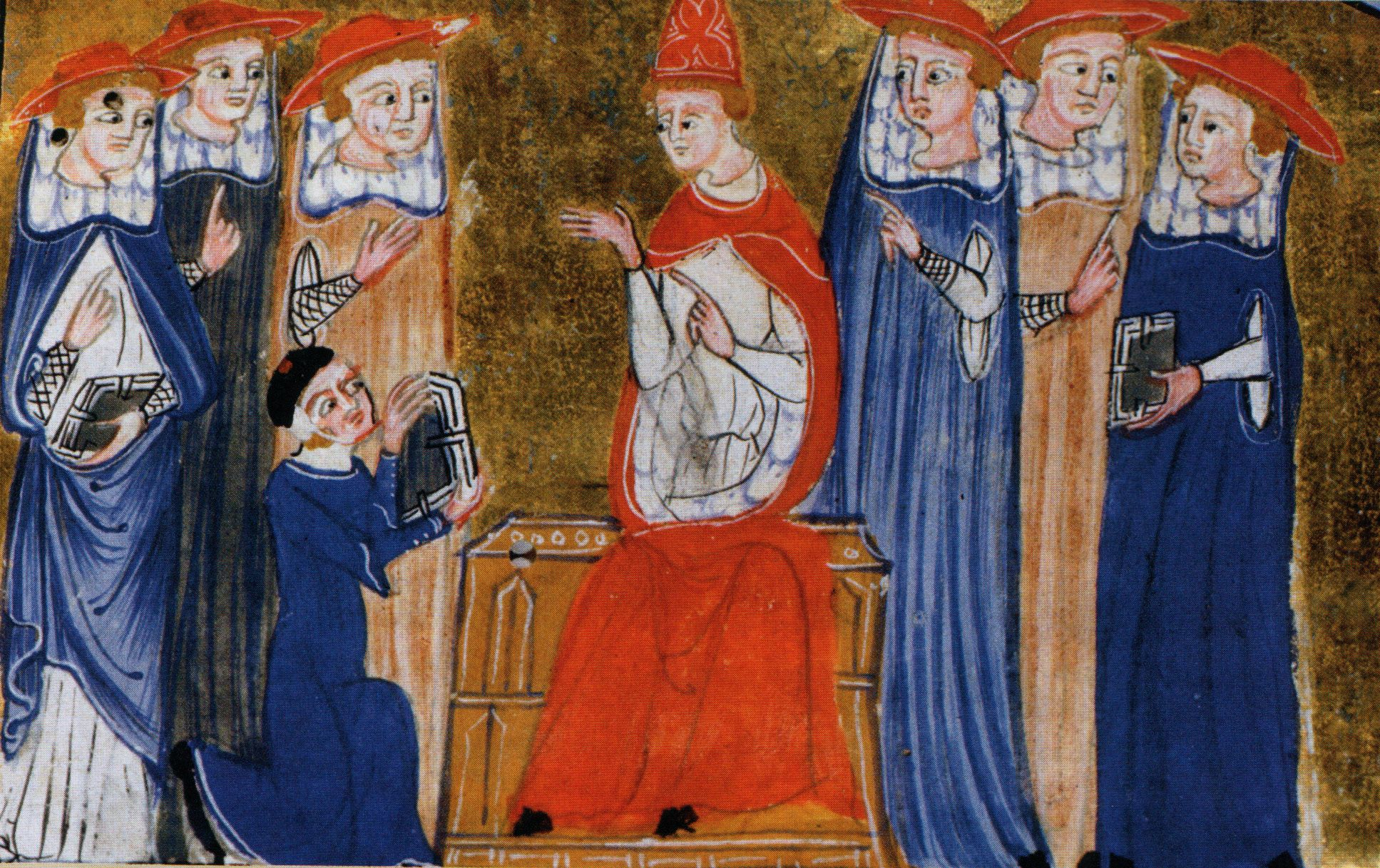
Jean XXII et ses cardinaux.

Le pape recevait aussi dans ce palais des hôtes de marque. Le 30 octobre 1321, le chantier de Jean XXII eut un visiteur royal en la personne de Robert d'Anjou, roi de Naples et comte de Provence. Il était accompagné de son épouse Sancia de Majorque et de son frère Jean de Durazzo.
Afin d'obtenir l'annulation de son mariage avec Blanche de Bourgogne, le roi Charles IV envoya des ambassadeurs auprès de Jean XXII. Le lundi 3 mai 1322, Louis de Clermont, Miles de Noyers, Étienne de Mornay et Pierre de Mortemart furent accueillis au pont du Saint-Esprit par une suite de cardinaux et dirigés vers le palais de Pont-de-Sorgues où les attendaient Pierre Duèze, le frère du pape, et ses neveux.
Au cours de l'année 1324, le palais reçut à nouveau la visite du roi de Naples et accueillit l'Infant Pedro d'Aragon.
Jean XXII fut le pontife qui séjourna le plus dans le palais puisqu'il s'y rendit chaque année. Ses séjours s'échelonnèrent d'août 1322 jusqu'à l'été 1334. 

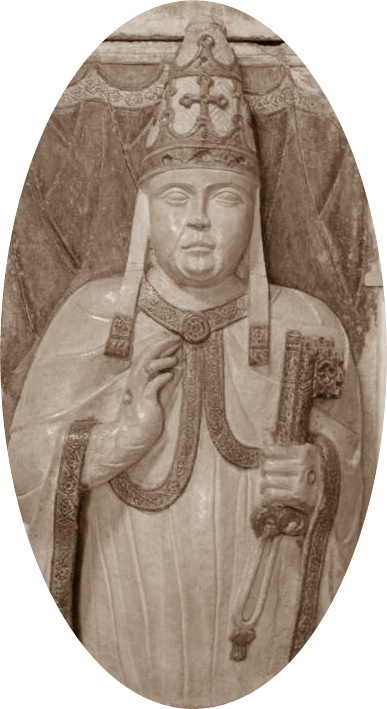
Statue de Benoît XII à Rome.

Le palais fut aussi un lieu où furent prises des décisions historiques. Benoît XII, dès qu'il fut élu, entreprit la réforme des Ordres monastiques, la discipline et la ferveur dans les différents ordres religieux s'étant relâchées. Le 12 juillet 1335, le pontife datait de Pont-de-Sorgues sa bulle Fulgens sicut stella qui faisait obligation aux moines de pratiquer pauvreté, mortification et travail manuel. Cette année-là, il séjourna au palais du 6 juillet au 28 septembre.
Il voulut mettre un terme aux controverses qu'avait suscitées la « vision béatifique » de son prédécesseur. Une décrétale fut rédigée au palais, où le pape s'était retiré avec plusieurs docteurs et des cardinaux. Elle condamnait l'opinion de Jean XXII, et donnait gain de cause à la Sorbonne. Le 29 janvier 1336, à Pont-de-Sorgues, lors d’un consistoire solennel, Benoît XII rendit publique sa décrétale « Benedictus Dominus Deo in donis suis » condamnant les thèses théologiques de Jean XXII qui estimait que les âmes des saints n'avaient pas accès à la vision béatifique avant le jugement dernier.
Clément VI ne séjourna jamais au palais de Pont-de-Sorgues, il lui préféra celui qu'il avait fait aménager à Villeneuve-lès-Avignon. De plus, en 1354, sur ses ordres, l'Hôtel des Monnaies du palais pontifical cessa d'émettre pour être transféré à Avignon.

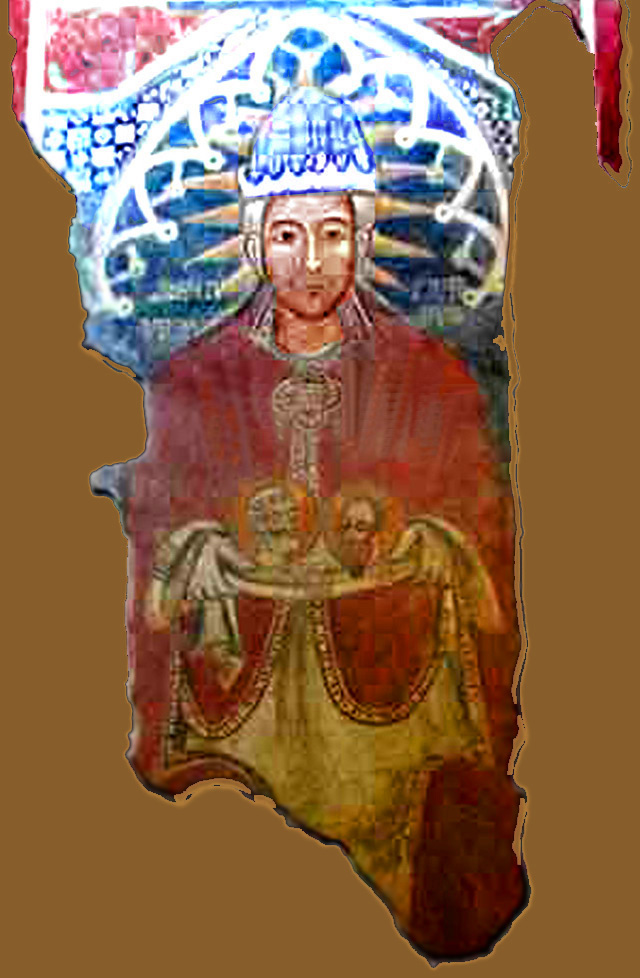
Fresque d'Urbain V à Casaranello.

Innocent VI, en permanence sous les menaces de grandes compagnies et occupé par ailleurs par le chantier de la chartreuse Notre-Dame-du-Val-de-Bénédiction, n'y séjourna qu'une seule fois. Il se rendit au palais avec ses cardinaux en mai 1357 puis rejoignit, par le Rhône, Villeneuve-lès-Avignon.
Urbain V en fit sa résidence d'été. Il y séjourna chaque année et y reçut les plus grands personnages tels Jean le Bon, peu après son élection, le duc d'Anjou en décembre 1364, le duc de Berry, fin mai 1365, l'empereur Charles IV en route vers Arles pour son couronnement, puis Waldemar de Danemark.
Urbain V, dès mai 1363, se rendit à Pont-de-Sorgues où il reçut Pierre 1er de Lusignan, roi de Chypre. L'année suivante, il y séjourna du 11 au 16 juillet, il y revint en juillet 1365. La quatrième année de son pontificat, le pape fit un nouveau séjour du 5 au 14 mai. Une fois encore, le 30 avril 1367, Urbain V reprit le chemin de Pont-de-Sorgues. Mais, il ne s'agissait plus d'un voyage d'agrément, c'était le retour à Rome qui se solda par l'échec que l'on sait.
La comptabilité pontificale révèle que pour la construction du palais et de ses annexes, entre 1316 et 1324, Jean XXII investit 40 709 florins, que son entretien coûta 4 125 florins sous le pontificat de Benoît XII, tandis que Clément VI ne régla que 466 florins. Les travaux d'entretien et d'aménagement reprirent avec Innocent VI qui dut régler 2 426 florins et les visites régulières d'Urbain V nécessitèrent 6 209 florins de travaux. Comme l'a fait remarquer Jean Favier, ces sommes « ne sont pas, à l'échelle du budget pontifical dont la moyenne annuelle est de 166 000 florins, une charge excessive ».
Grégoire XI, successeur d'Urbain V, y fit des séjours aussi fréquents. Il y passa l'été 1372 et y reçut Charles le Mauvais, roi de Navarre, puis en 1373 et au cours de l'été 1375, où il fut rejoint par cinq de ses cardinaux pour accueillir Louis, duc d'Anjou.
En plein Grand Schisme d'Occident, Clément VII accueillit Marie de Blois et son fils Louis II, qui prétendaient au trône de Naples. Il les installa à Pont-de-Sorgues dès mai 1382 et la comtesse de Provence y passa l'été avec sa cour. La mère et le fils revinrent du 22 septembre jusqu'au 2 décembre 1385. Le pape d'Avignon les visita au début de l'automne, et la comtesse vint l'accueillir à la grand-porte du palais.
Le dernier pontife avignonnais à venir à Pont-de-Sorgues fut Benoît XIII. Son premier séjour fut pour fuir la peste qui menaçait Avignon. Il s'installa au palais du 6 novembre 1397 au 19 janvier 1398. Puis il y revint pour réunir ses familiers en 1403. Il y resta du 26 juin au 1er octobre, ce fut là qu'il prit la décision de quitter définitivement Avignon.

### Après les papes
Les 5 et 6 décembre 1409, sur ordre de Rodrigo de Luna, neveu de Benoît XIII, qui l'avait nommé recteur du Comtat, les États se réunirent au palais de Pont-de-Sorgues.  Pour résister aux ennemis de l'antipape, les Catalans avaient besoin de troupes et d’argent. Les délégués des trois ordres autorisèrent ces deux levées.
Ce fut la dernière venue d'importance au palais. Celui-ci fut délaissé et ne fut plus entretenu, à tel point que 300 mètres de ses murs s'écroulèrent en mars 1413. Le Conseil de ville de Pont-de-Sorgues, sollicité pour faire les réparations, fit savoir qu'il était trop pauvre pour les financer. 

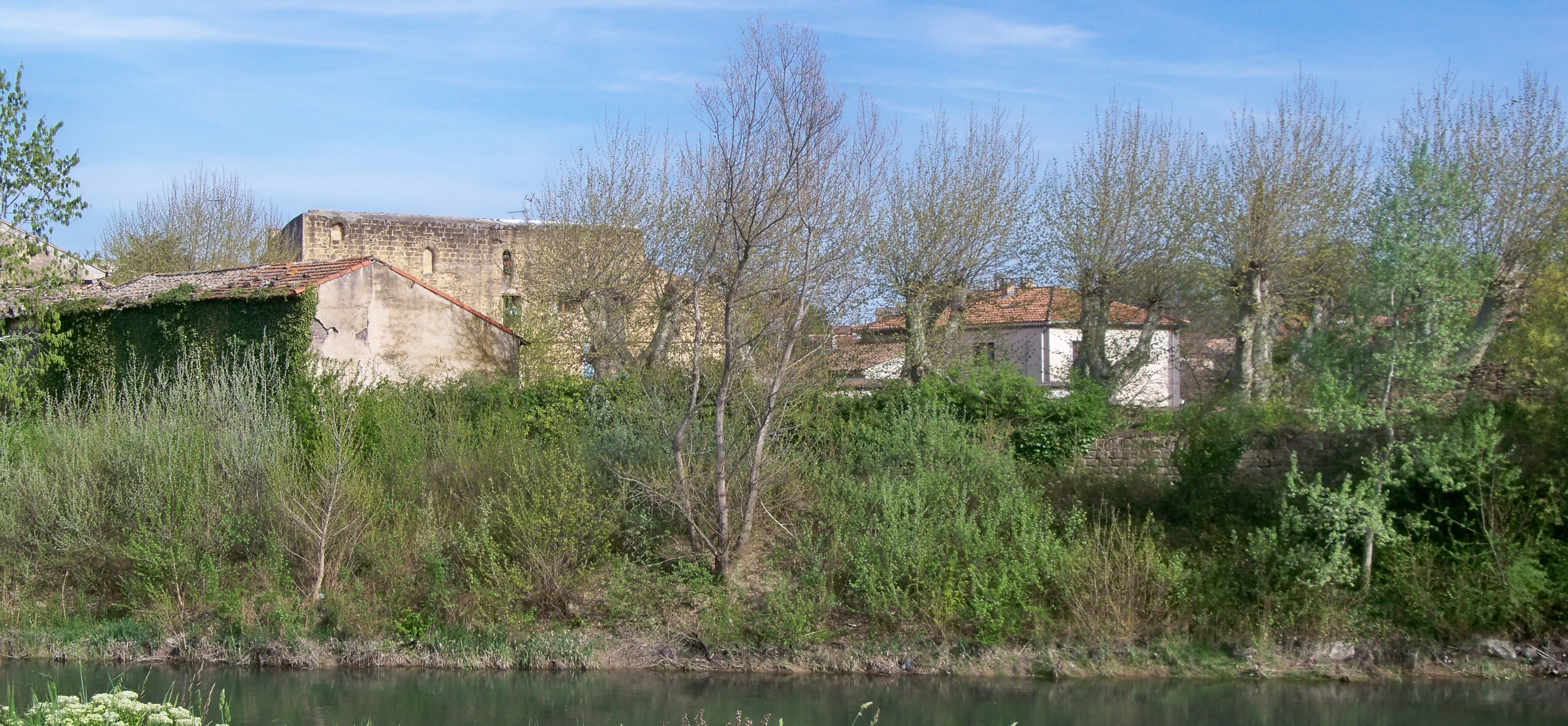
Le palais des papes, vue prise sur la rive droite de l'Ouvèze ; la maison au premier plan a été construite sur l'emplacement des cuisines.

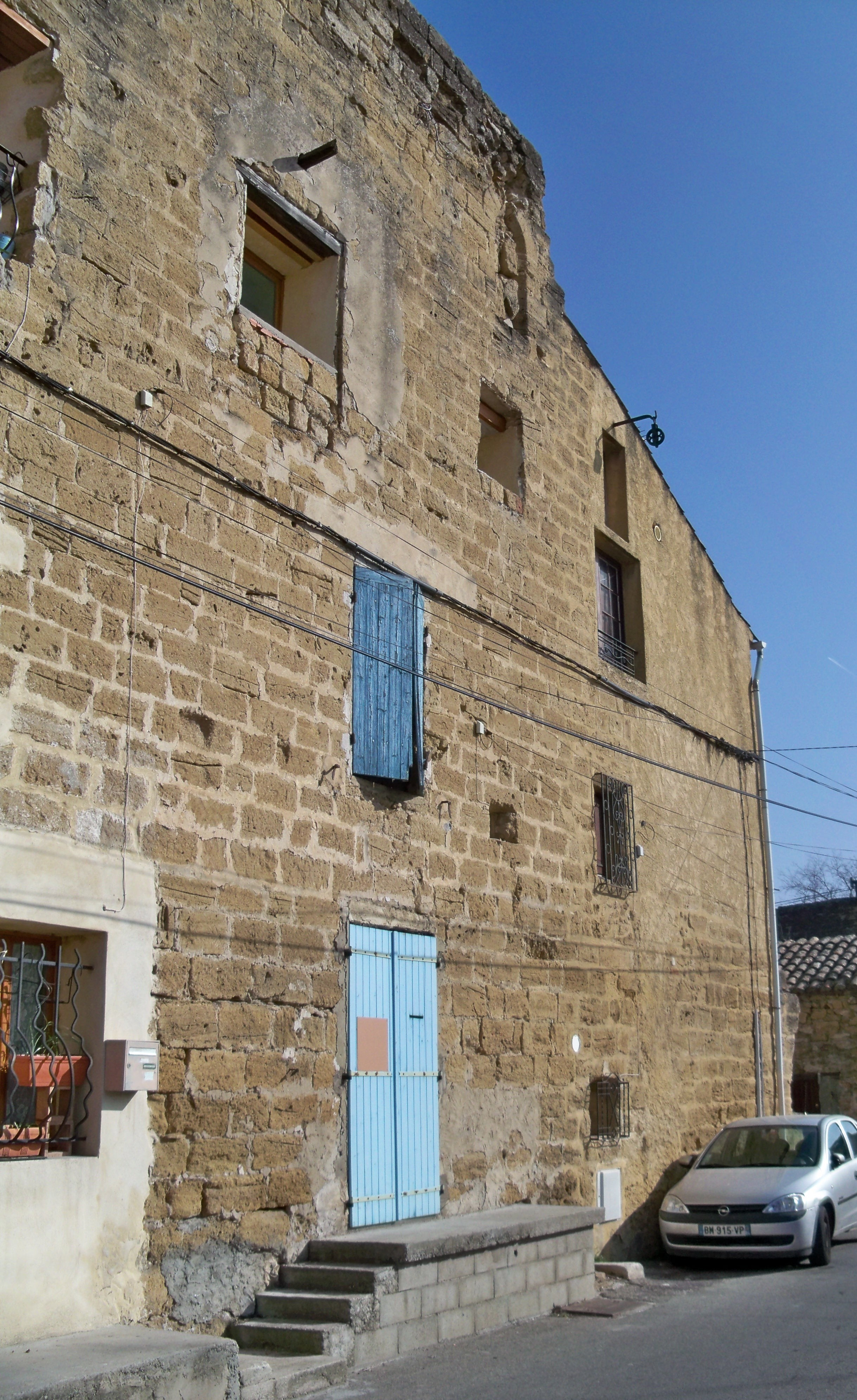
Dans les ruines du palais des papes, aménagement d'une maison en hauteur avec son pontin (escalier menant au premier étage), son étable-remise (au rez-de-chaussée, ici recouverte par les alluvions) et sa poulie pour monter le foin au grenier.

Un chroniqueur, en 1658, décrit le palais comme étant en ruines. Le 2 août 1562, en pleines guerres de religion, le palais pontifical, défendu par une garnison italienne, fut brûlé par le baron des Adrets. Jacques-Auguste de Thou narre : « le Baron va à Tulette, à deux lieues de Valréas, il chasse les Italiens qui sont en garnison à Caderousse, à Bédarrides, à Courthézon, à Orange, à Sarrians, à Piolenc, et à Châteauneuf. Il se rend maître du pont de Sorgues, et du fort qui est dessus. L'épouvante et la frayeur que son arrivée cause dans le pays sont si grandes que même la ville d'Avignon craint et se prépare à soutenir un siège : mais il fait tout d'un coup volte-face, et tourne du côté de Carpentras, qu'il croit pouvoir surprendre par finesse ».
C'est sans doute ce qui incita un historien du début du XIXe siècle à donner une version légèrement différente : « Il attaque le superbe château du Pont de Sorgues, anciennement bâti par le cardinal François de Clermont. Quelques Italiens, là mis en garnison par Fabrice Serbelloni, font mine de le vouloir défendre : il les enterra tous pêle-mêle dans les cendres de la place presque entièrement brûlée. » François Guillaume de Castelnau de Clermont-Lodève, légat d’Avignon, avait dû faire restaurer le palais avant sa mort en 1540. Et dans la foulée le baron des Adrets ruina aussi le couvent des Célestins à Gentilly où le cardinal Annibal de Ceccano avait somptueusement reçu Clément VI pour sa seule visite à Sorgues, le 21 avril 1343.
Le palais était même resté habitable puisque le roi Charles IX, lors de son grand tour de France, y passa la nuit du 23 septembre 1564. Il y dîna le lendemain avant de faire son entrée à Avignon.
Les ruines des fortifications du palais furent réoccupées grâce à un type d'habitation qui a perduré jusqu'à nos jours : la maison en hauteur. C'est un habitat spécifique qui est lié à un village perché ou fortifié. Fernand Benoit explique que « son originalité consiste à placer les bêtes en bas, les hommes au-dessus ». Ce type d'habitation superpose sous un même toit, suivant une tradition méditerranéenne, le logement des humains à celui des bêtes. La maison en hauteur se subdivise en une étable-remise au rez-de-chaussée, un logement sur un ou deux étages, un grenier dans les combles. Elle était le type de maison réservée aux paysans villageois qui n'avaient que peu de bétail à loger; il était impossible dans un local aussi exigu de faire tenir des chevaux et un attelage.
L'aménagement de ces maisons date pour la plupart du XVIe siècle, période où les guerres de religion imposèrent de se retrancher derrière les fortifications du village. Celles-ci finies, il y eut un mouvement de sortie pour établir dans la périphérie de l'agglomération des « maisons à terre », plus aptes à recevoir des bâtiments annexes.
En effet, ce type d'habitation, regroupant gens et bêtes dans un village, ne pouvait que rester figé, toute extension lui étant interdite sauf en hauteur. Leur architecture est donc caractéristique : une façade étroite à une ou deux fenêtres, et une élévation ne pouvant dépasser quatre à cinq étages, grenier compris avec sa poulie extérieure pour hisser le fourrage. Actuellement, les seules transformations possibles — ces maisons ayant perdu leur statut agricole — sont d'installer un garage au rez-de-chaussée et de créer de nouvelles chambres au grenier. Pour celles qui ont été restaurées avec goût, on accède toujours à l'étage d'habitation par un escalier à ponton accolé à la façade.
Dans leur étude sur les maisons médiévales situées aux environs du palais, Anthony Luttrell et Thomas Blagg signalent souvent que leur rez-de-chaussée a été relevé d'un étage en raison des alluvions déposées par les crues du Rhône et de l'Ouvèze. C'est le cas sur ce pan du palais où l'étable-remise initiale est enterrée sous les dépôts de limon,.

### Jusqu'à sa destruction

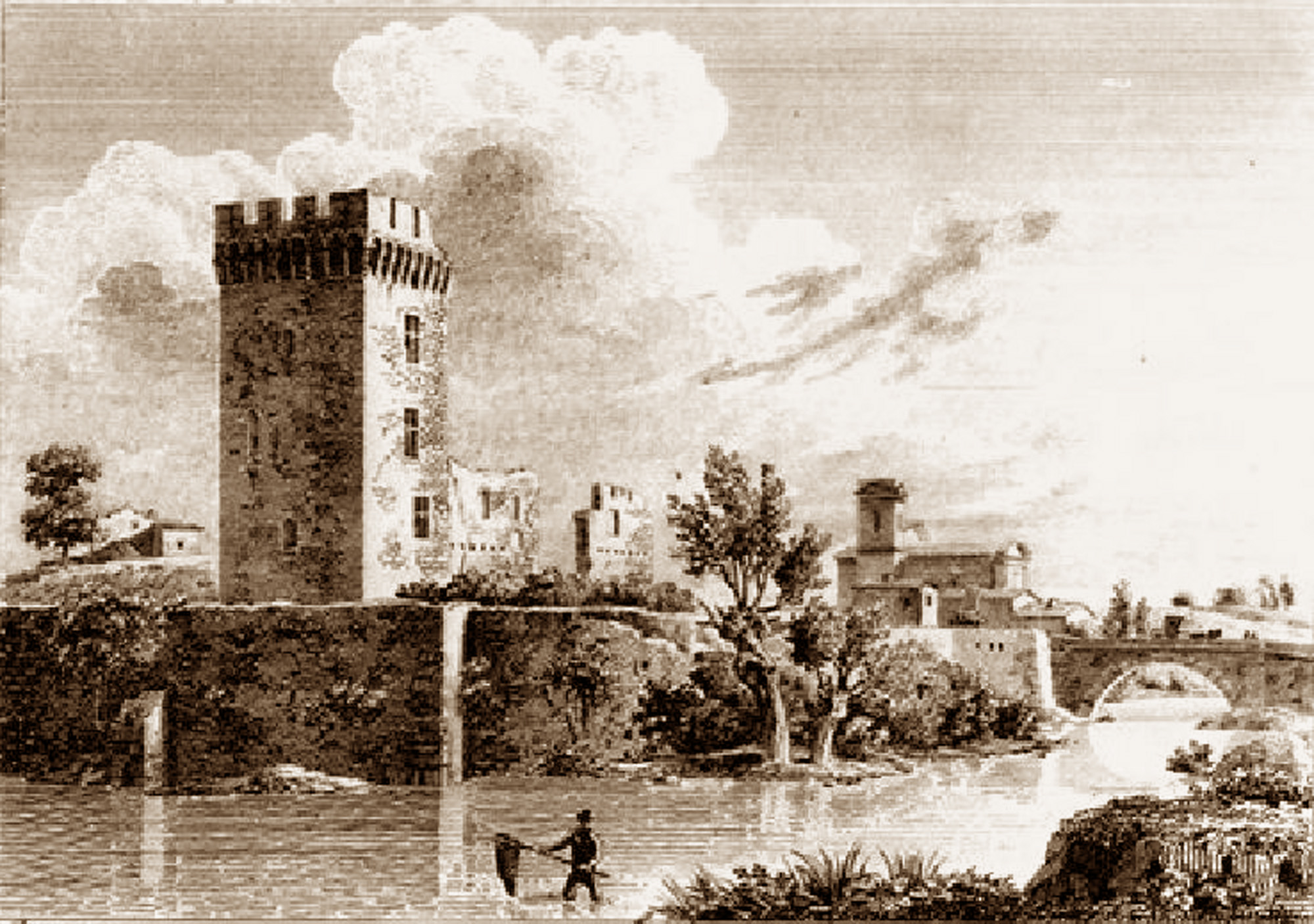
Le palais des papes de Sorgues, par Jean-Jérôme Baugean, en 1817, Bibliothèque nationale.

Alors que les restes du palais pontifical faisaient encore l'objet de restauration en 1786, ils furent cédés, en 1799, à des entrepreneurs qui utilisèrent les pierres comme matériaux de construction. Ils les revendirent en particulier pour permettre d'édifier une nouvelle église à Sorgues qui fut dénommée Plan-de-la-Tour. Comme elles comportent nombre de marques de tâcherons, Alain Sicard, archéologue sorguais, suggère que « leur dispersion laisse penser qu'il s’agit d'un ensemble de blocs de pierres de réemploi » mais cite l'historien Louis Desvergnes qui indique que « c'est l’église paroissiale actuelle, construite avec les matériaux provenant du château pontifical... Pour construire l'église, on permit aux entrepreneurs de démolir les arceaux qui étaient dans la cour du château ».

Marques de lapidaire sur l'église du Plan-de-la-Tour
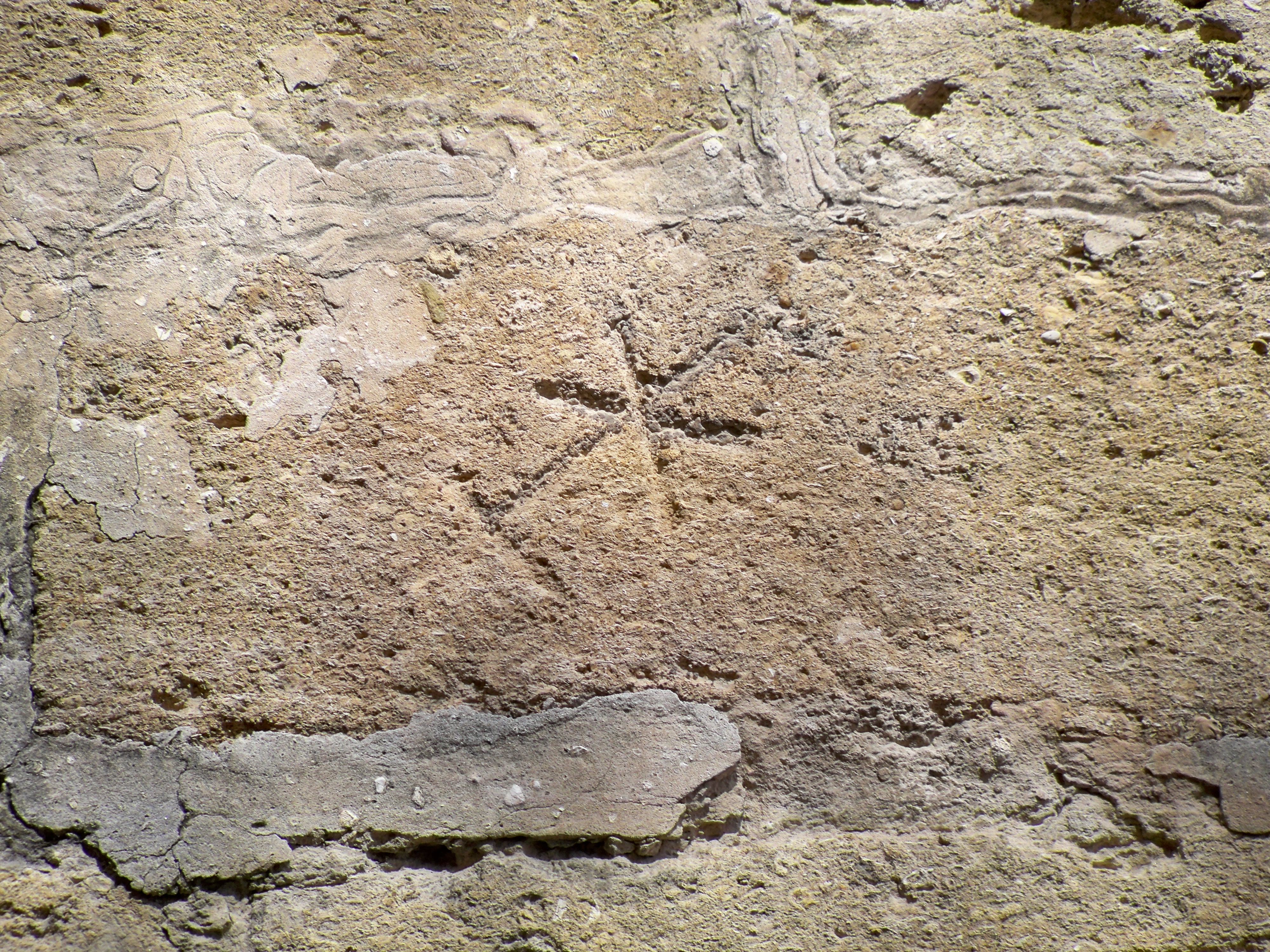
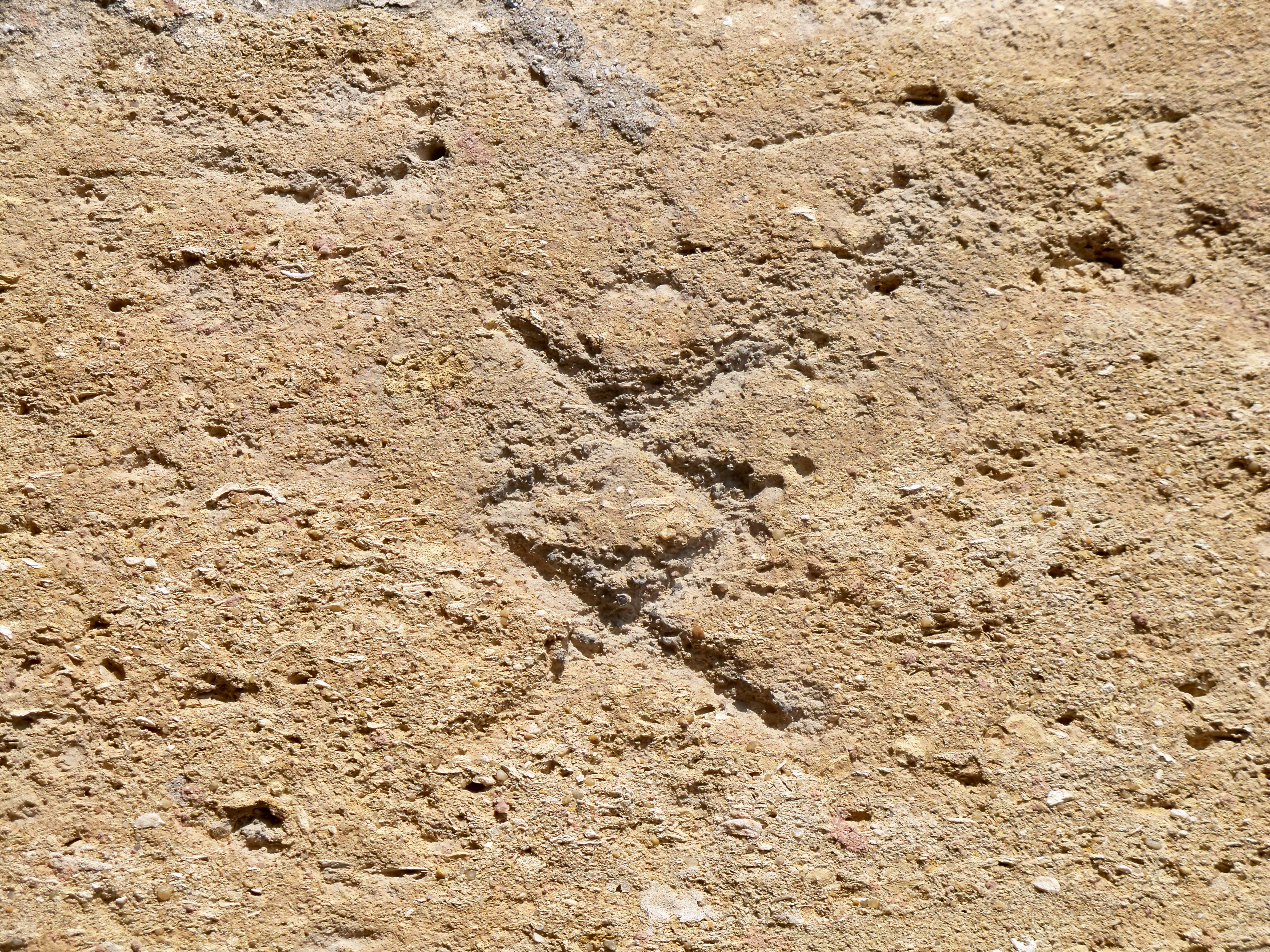

Peu après il ne restait que quatre des cinq tours. Elles disparurent dans la première moitié du XIXe siècle, puisque Jules Courtet signalait, en 1857, que la cinquième tour avait été abattue et précisait « Il ne reste que quelques substructions pour indiquer les dimensions précises du palais ». Un rapport daté de 1882 indique que ne subsistent plus que quelques fenêtres au premier et au second niveau. 

## Actuellement

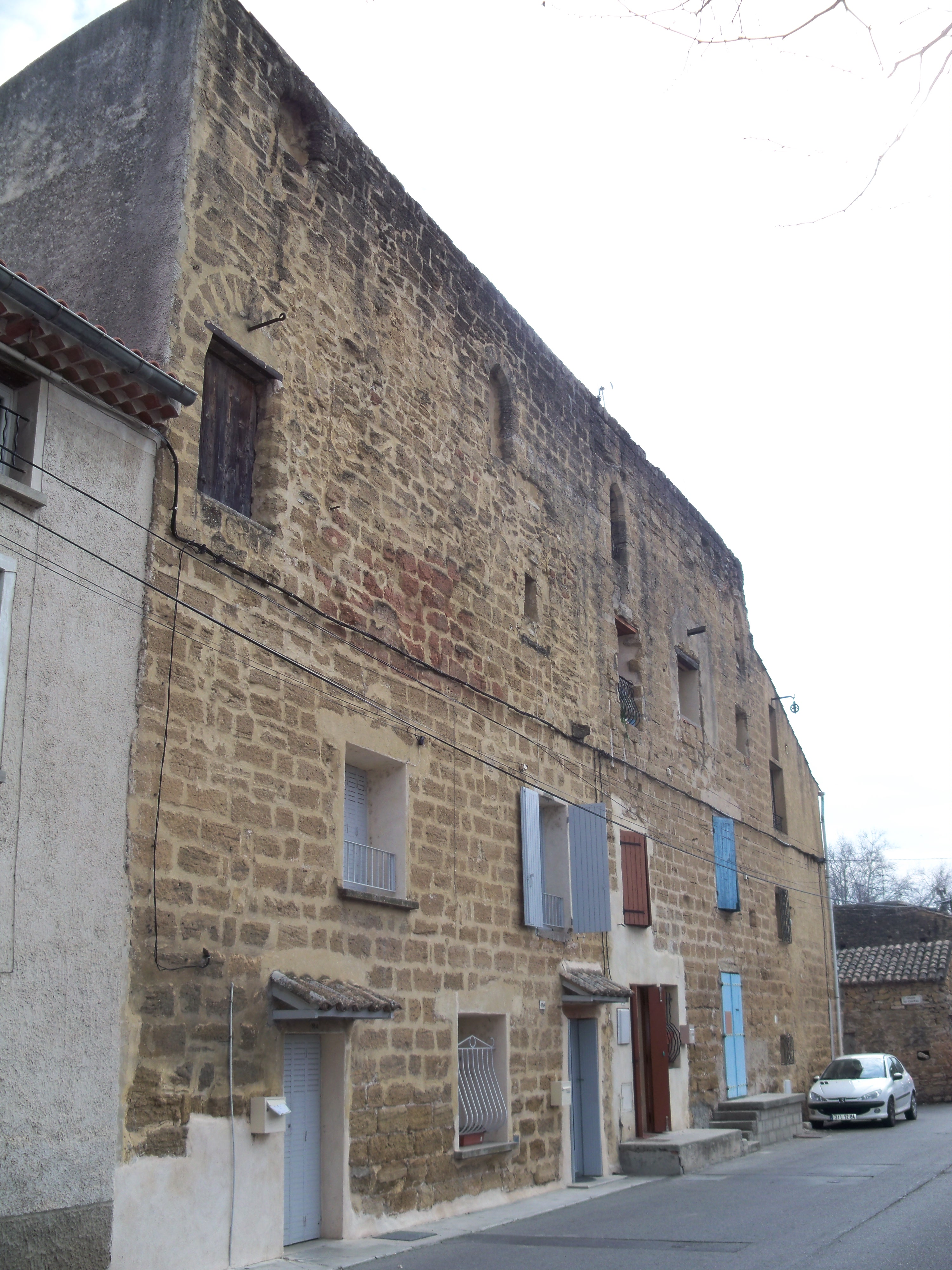
La partie septentrionale de l'aile Ouest.

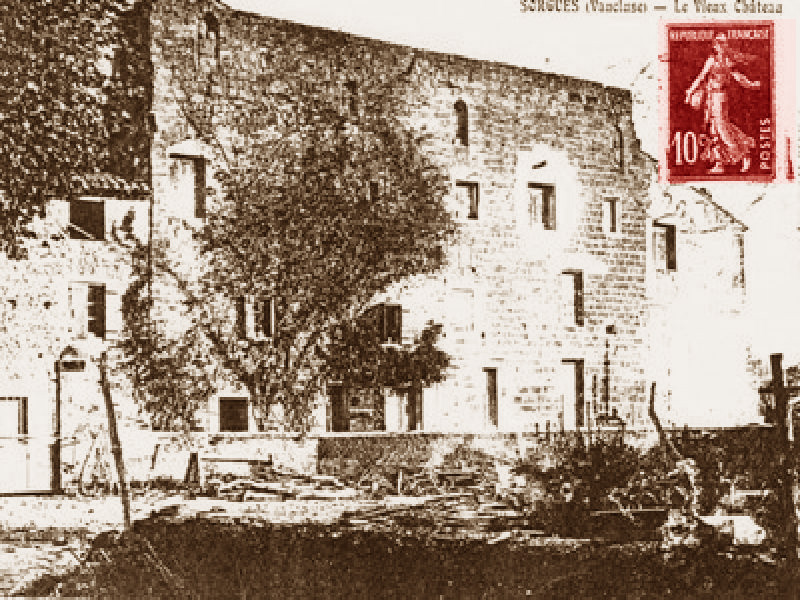
Le palais en 1907.

Le seul bâtiment encore debout est situé dans ce qui était l'aile ouest du palais. Il correspond à sa moitié nord et originellement, cette partie subsistante était comprise entre la tour N/O et la tour centrale. Depuis le XIXe siècle, il est connu sous le nom de château. Actuellement, il est loti en quatre habitations.
Cette portion a conservé des détails architecturaux qui ont facilité l'interprétation des documents iconographiques. Dans un premier temps, l'édifice étant construit en pierre de taille d'un gabarit identique, il a été possible de calculer les dimensions du palais puis de situer ses limites sur le terrain. Cet édifice, qui comporte quatre étages — soit 12 mètres de haut — mesure 28,50 mètres en façade. 

Fenêtres médiévales de la façade occidentale du palais
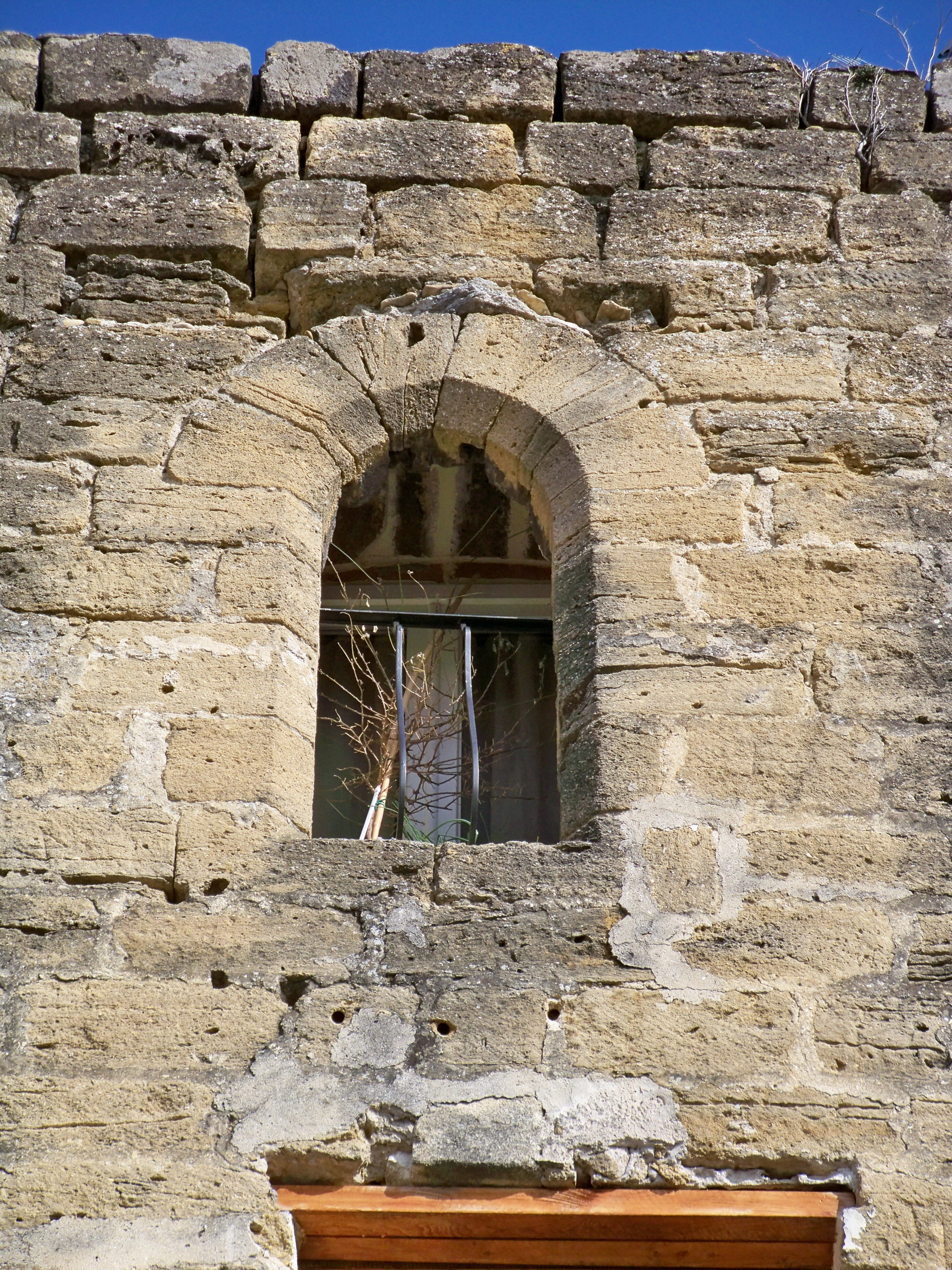
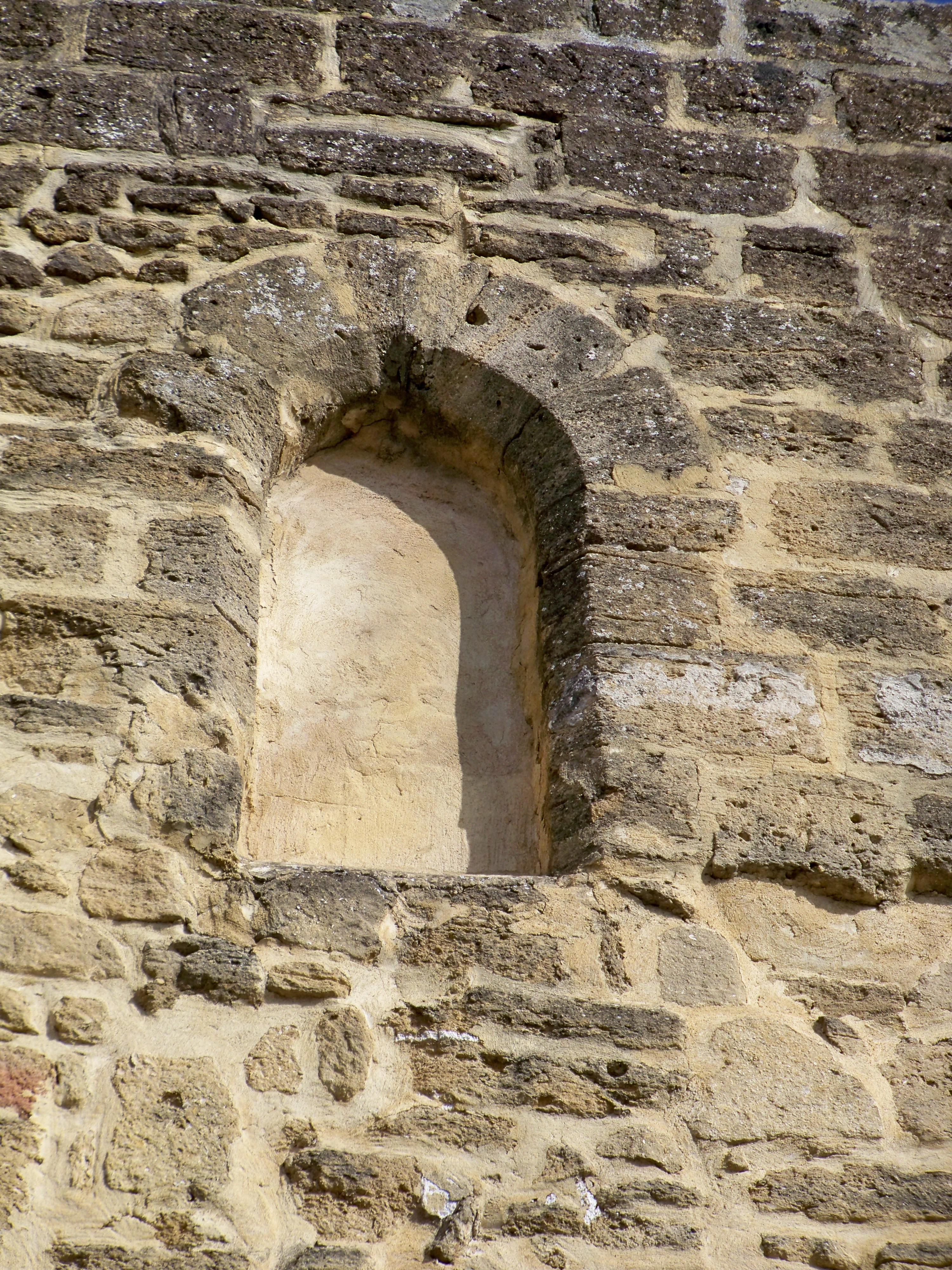

Le dernier étage a conservé ses fenêtres d'origine. Il a été remarqué que celle la plus au nord est placée cinq assises plus haut que les autres, et déduit que primitivement elle éclairait un escalier. D'autant que cette partie septentrionale de la façade ne s'arrête pas sur un angle net, ce qui permet de penser qu'elle correspond à une portion de la tour N/O détruite. Les fortes transformations sur les autres étages ne permettent plus de retrouver quel pouvait être l'aspect général de cette muraille sur sa façade occidentale au XIVe siècle.
Sur la partie arrière, de nombreuses constructions récentes ont été accolées. Seule une partie de l'étage supérieur révèle quatre portes en ogive de deux mètres de haut,. Sous la porte située dans la partie la plus méridionale de l'édifice se remarque une rangée de trous carrés. Ils ont permis de sceller des poutrelles de bois pour la charpente d'un plancher. Au rez-de-chaussée actuel, le bas d'une ancienne porte a été obstrué sommairement pour être transformé en fenêtre. 

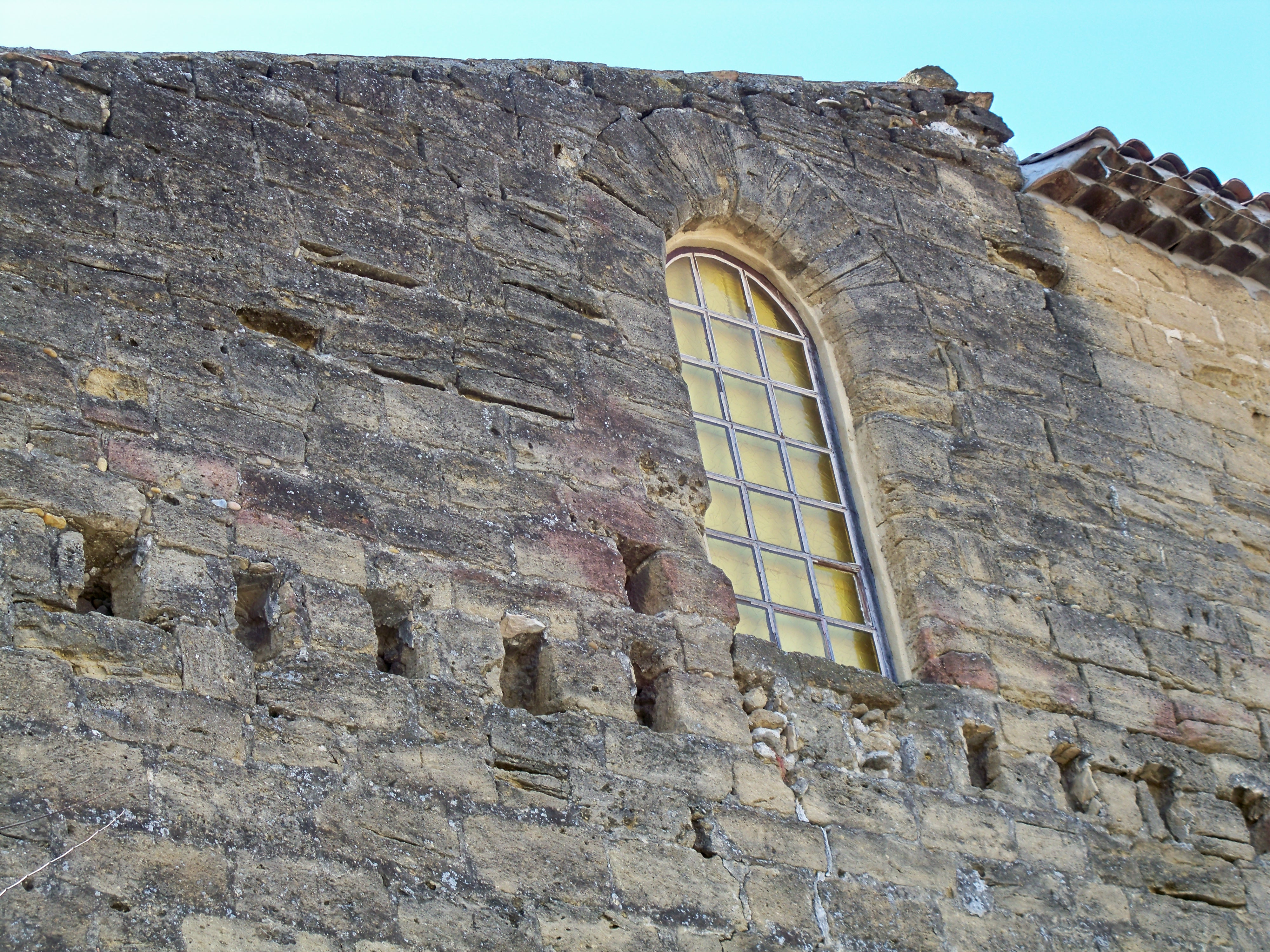
La rangée de trous pour les poutres de la charpente d'un plancher.

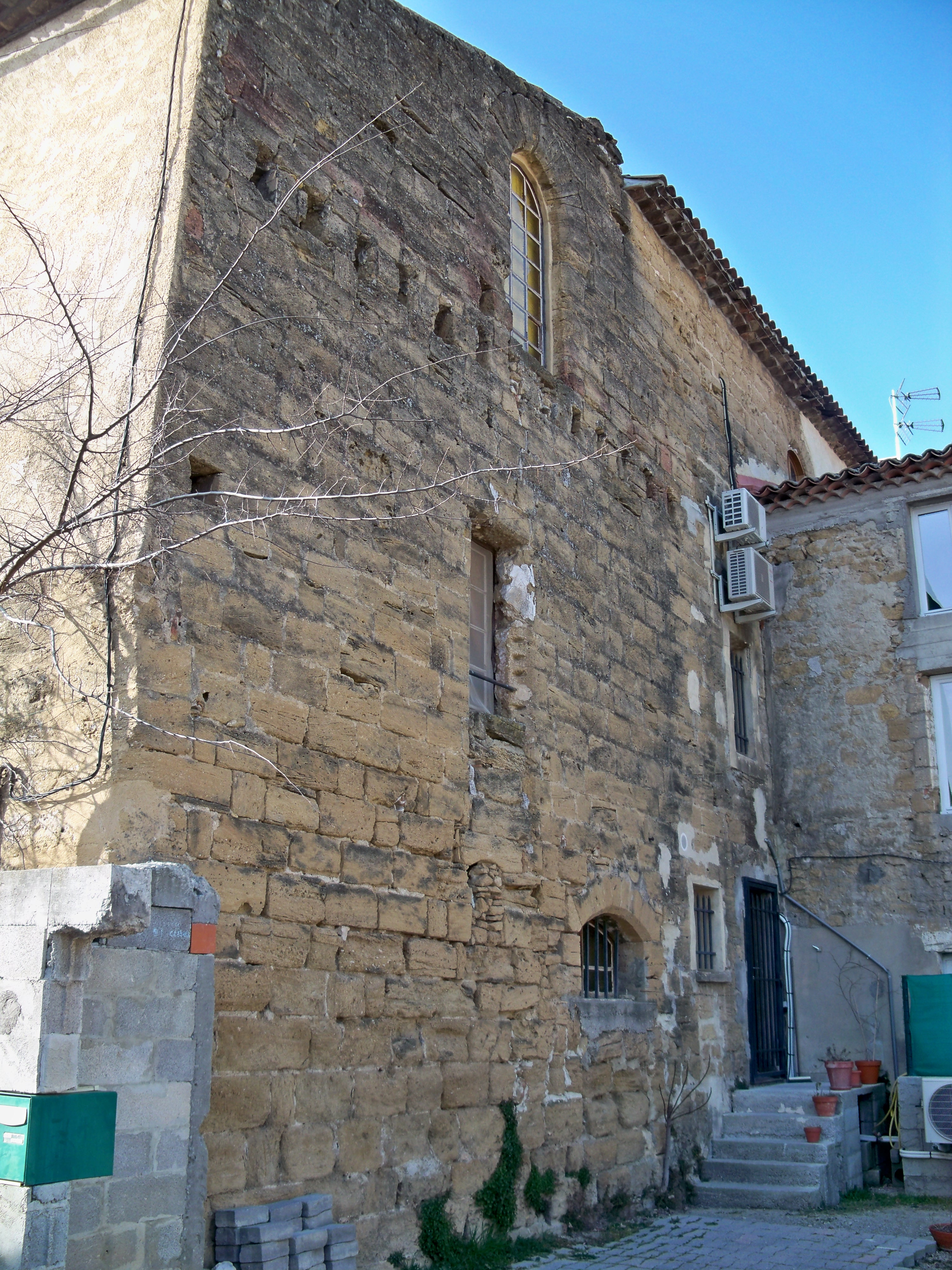
Partie arrière du château.

Le plancher de l'étage, en fonction des textes connus, pourrait être soit celui d'une galerie extérieure couverte, soit celui d'un corridor intérieur. Il permettait d'avoir accès par les portes aux pièces éclairées par les fenêtres en ogive de la façade ouest.
La plus septentrionale de ces embrasures de porte est placée plus bas que les autres. Elle se trouve sous les dalles en saillie d'un escalier. Celui-ci conduisait à l'étage supérieur de la tour N/O.
À l'extrémité opposée, un mur, vestige de fortification, apparaît en dépit d'une maison moderne qui lui est accolée. Le mur conserve mâchicoulis et arcs trilobés du XIVe siècle. Sortant du mur, ont été identifiées les assises d'une voûte en berceau. Cette partie correspondait au secteur du corps de garde qui contrôlait l'entrée du palais par la tour centrale,.
Deux maisons ont conservé des éléments médiévaux dans leur intérieur. Au no 6, se trouvent un rez-de-chaussée voûté ainsi qu'un escalier à vis. Au no 7 bis, une voûte en berceau de 7,6 mètres traverse la maison.
Dans la première, l'actuel rez-de-chaussée possède un arc à diaphragme d'une épaisseur de 0,46 mètre. Il traverse la pièce d'est en ouest et sert d'assise à l'étage supérieur. Dans son coin sud-est, l'habitation est desservie par un escalier à vis protégé par un mur circulaire en pierres de taille. Seules deux marches de pierre se devinent dans la partie basse, le reste de l'escalier étant en bois. Le parterre a été refait avec des dalles de récupération d'un sol médiéval du palais. Le mur intérieur donnant sur le Nord possède une ouverture qui a été identifiée comme un encadrement de porte avec un linteau formé de deux blocs taillés en biseaux bloqués par une clef de voûte. Quant au plafond de la pièce, il a gardé ses poutres façonnées au XIVe siècle.
Dans la seconde, au premier étage, le plafond possède toujours trois de ses poutres médiévales en bois équarris. Et en contrebas du sol on aperçoit les vestiges de pierres de l'escalier à vis primitif. Quant au dernier étage, il possède encore une ouverture aux montants ébrasés qui était originellement une porte faisant accéder à la tour centrale. À ce niveau les murs ont un mètre d'épaisseur.

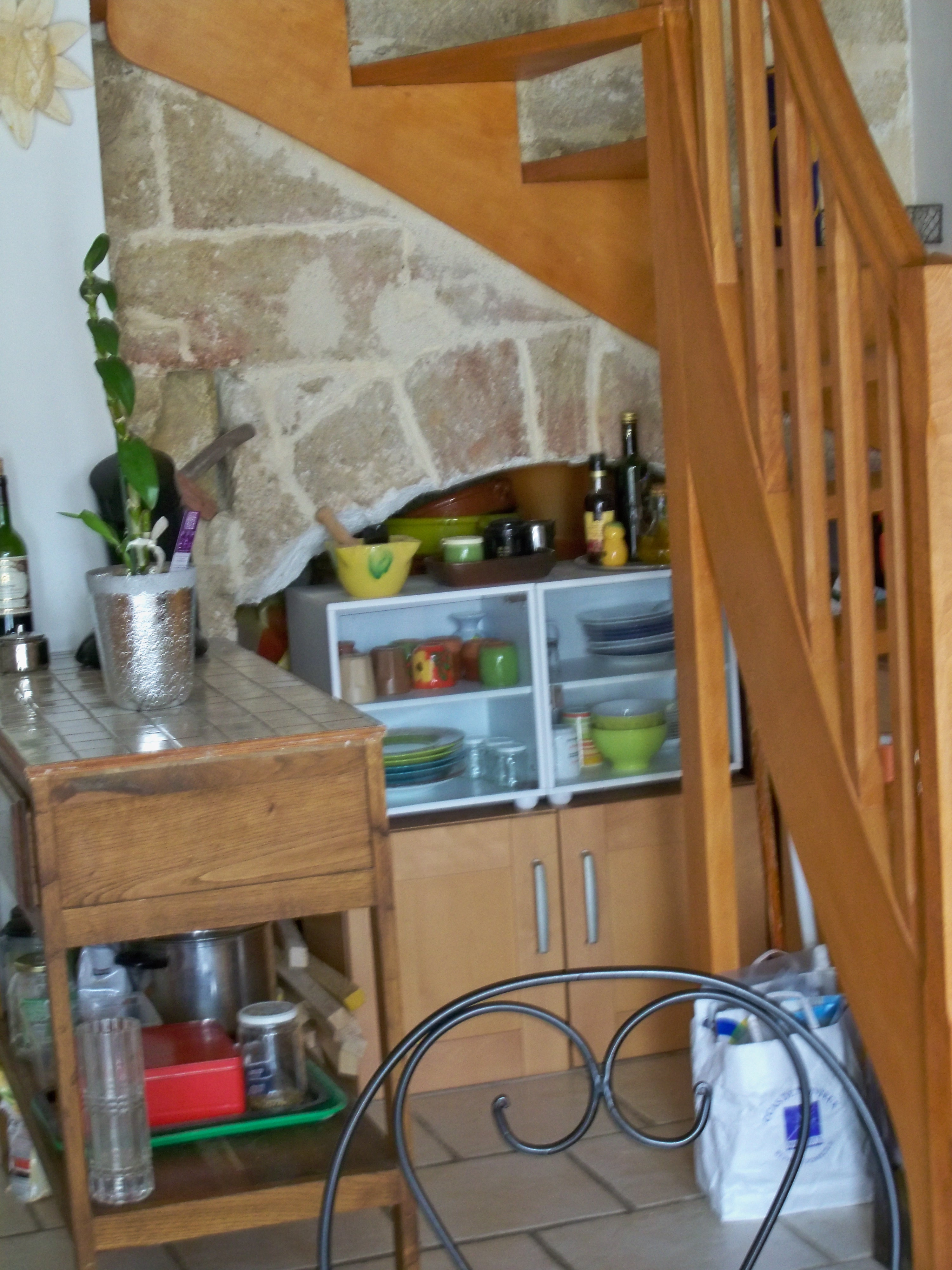
Porte à moitié enfouie donnant sur le rez-de-chaussée actuel.
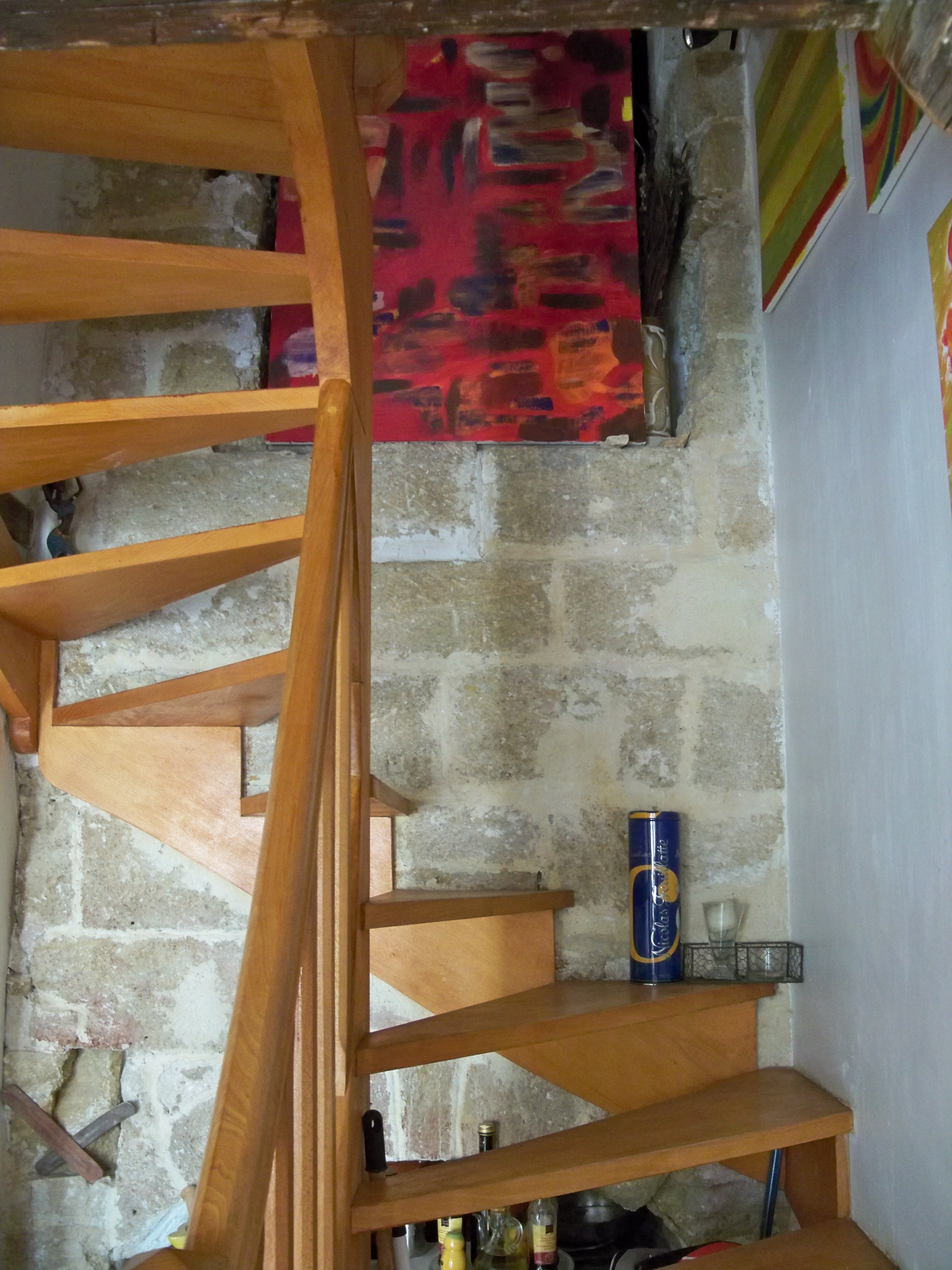
Escalier en bois remplaçant l'escalier à vis de pierre.
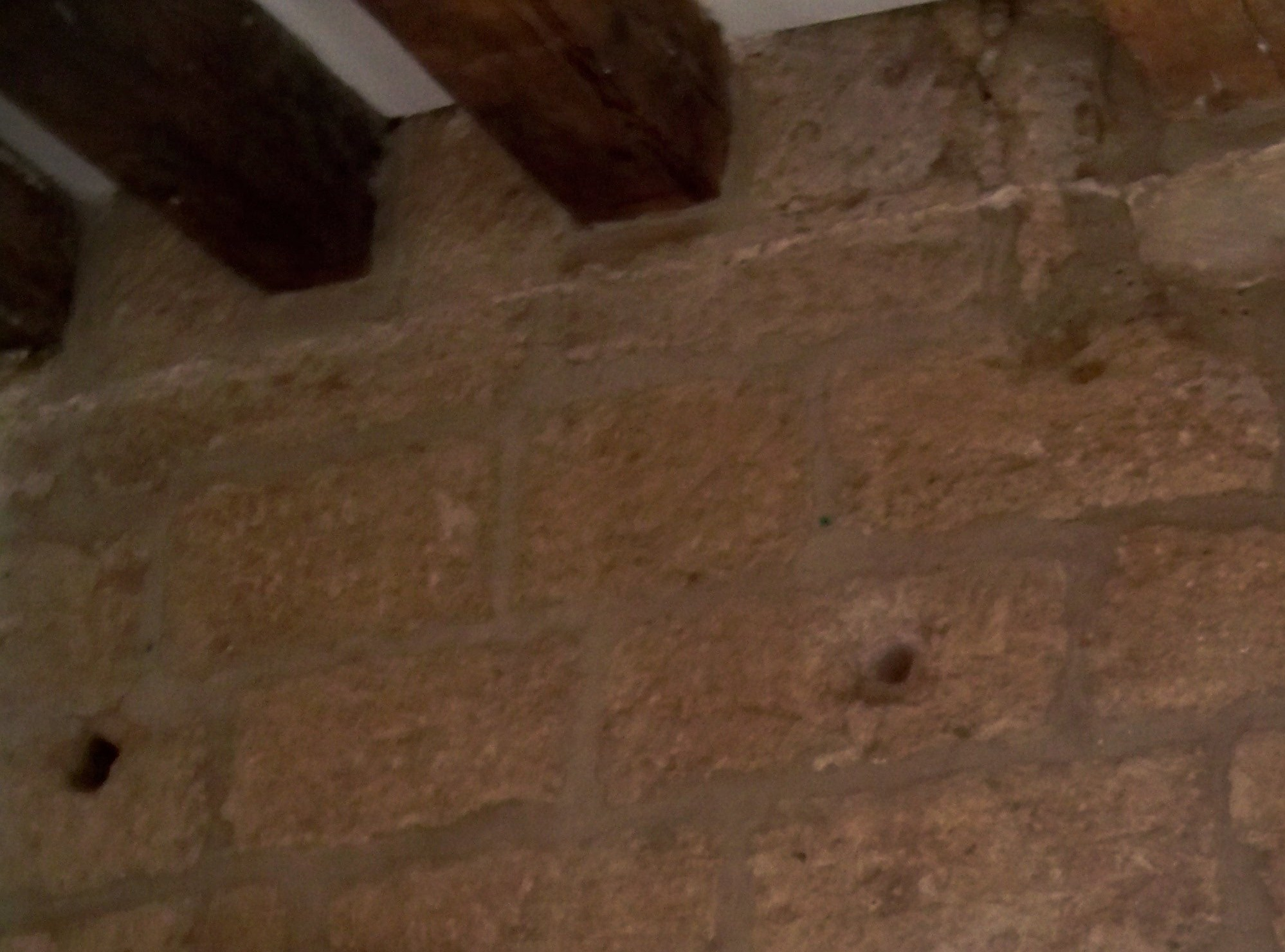
Trois poutres médiévales au premier étage.
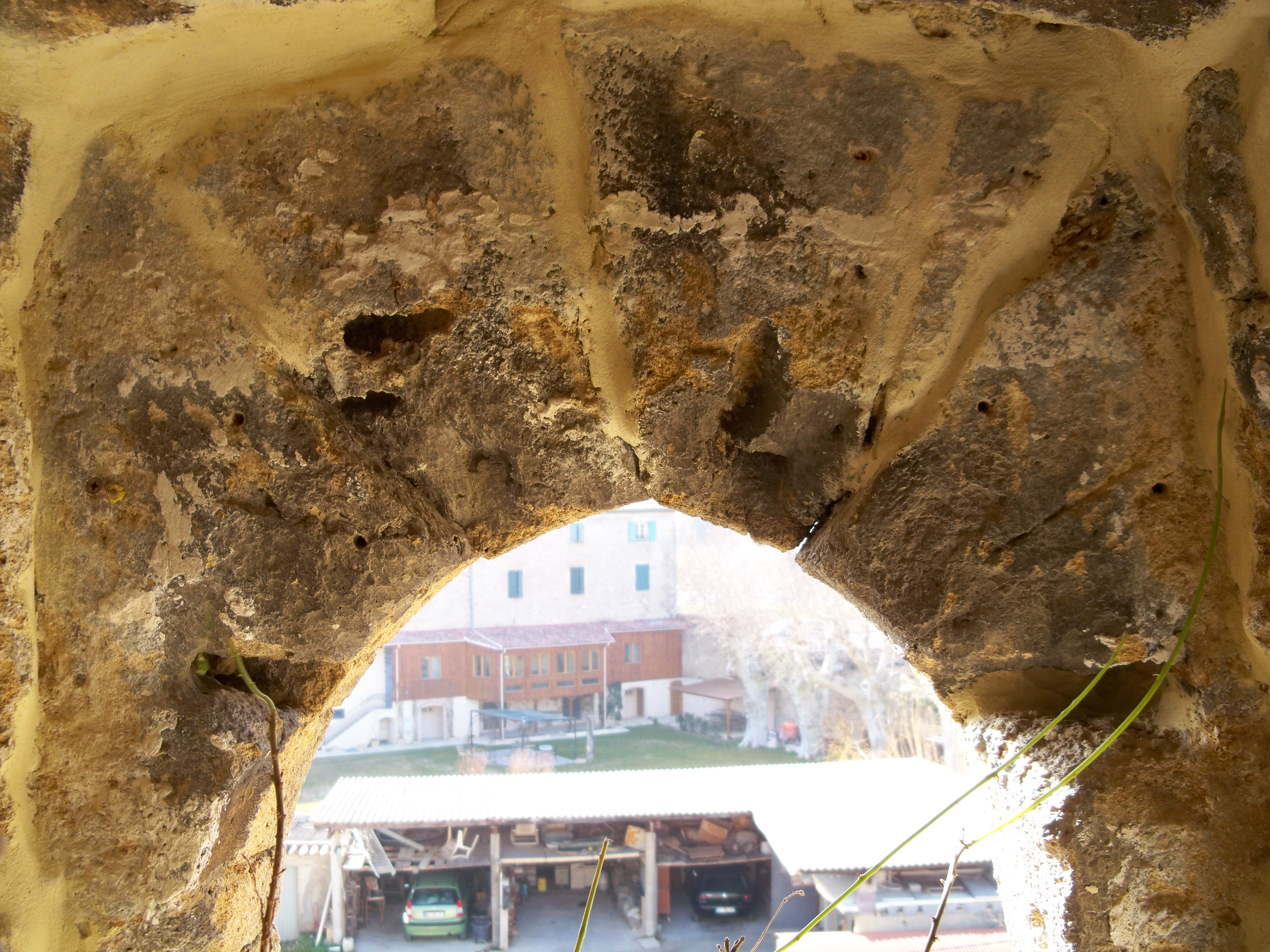
Fenêtre médiévale au dernier étage.
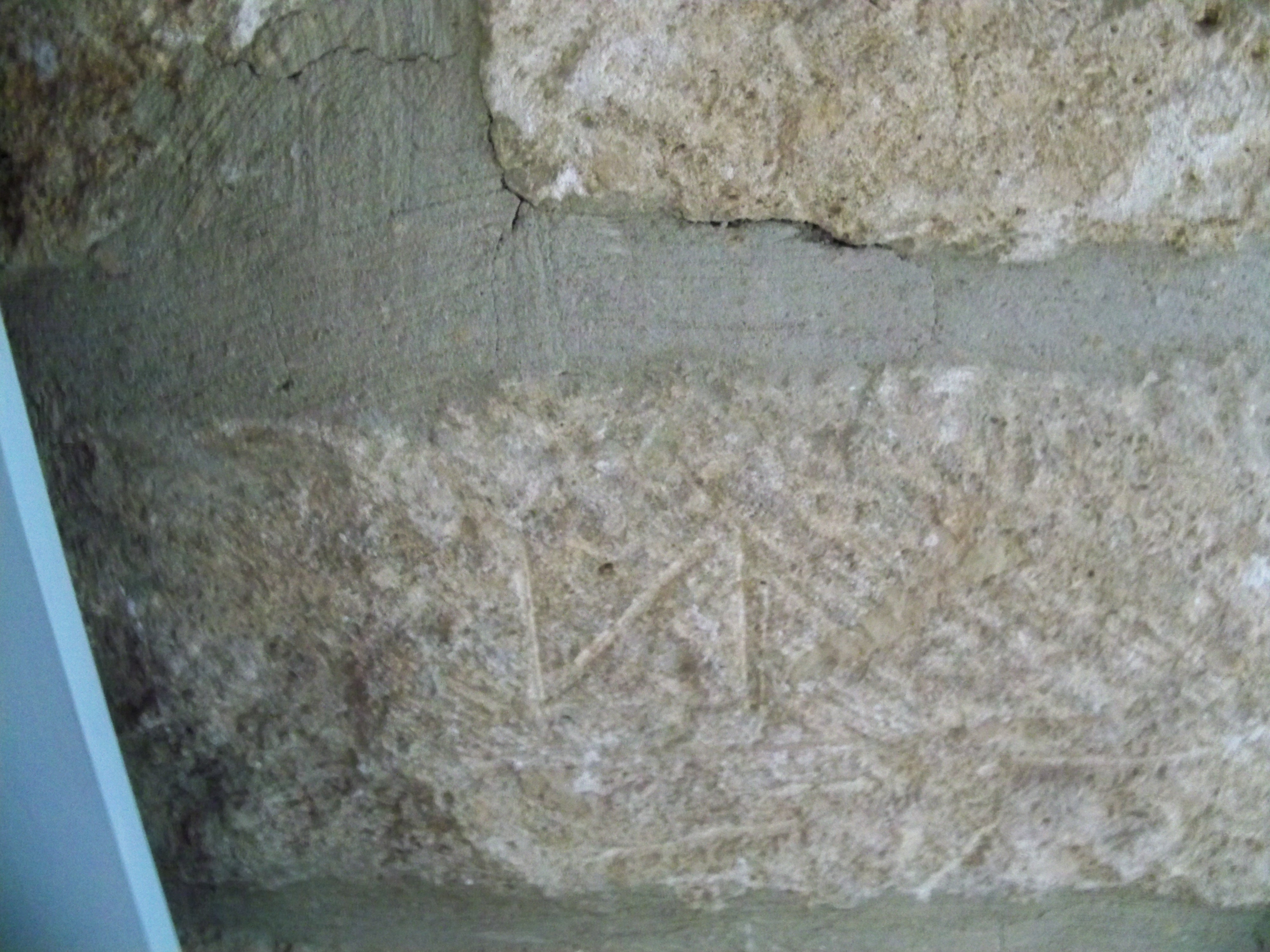
Marque intérieure de tâcheron.